# Giocatori stranieri nella NBA
Il primo giocatore straniero a militare in NBA fu Hank Biasatti, nato in Italia ma cresciuto in Canada. Biasatti debuttò nel 1946 (quando l'NBA si chiamava BAA).
Negli anni '80 tanti giocatori internazionali in NBA arrivarono dal Canada, ma l'episodio spartiacque fu la sconfitta della Nazionale statunitense alle Olimpiadi di Seul del 1988; a seguito della vittoria dell'URSS al torneo olimpico, un po' di giocatori stranieri dall'Europa arrivarono a giocare in NBA alla fine degli anni '80 (Vlade Divac e Dražen Petrović i più importanti), fino all'aumento che ci fu negli anni '90 (in quel periodo arrivarono tante stelle dall'ex Jugoslavia tra cui Toni Kukoč).
Nella stagione 2016-2017 ci fu il record di stranieri all'opening night: 113 in totale, provenienti da 41 paesi diversi. L'anno successivo invece, vi furono 5 stranieri in meno prima dell'apertura, ma provenienti da 42 paesi diversi (record).
I San Antonio Spurs 2013-2014 a oggi sono la squadra con più stranieri nella storia della NBA, in quanto si presentarono all'opening night con 10 stranieri su 15 nel roster.

## Giocatori paese per paese
Il Canada è il paese più rappresentato a oggi: 63 canadesi hanno militato in NBA. La Francia è il paese europeo a essere più rappresentati in quanto 50 giocatori provenienti dal seguenti stato hanno giocato in NBA. La Cina è il paese asiatico più rappresentato in NBA con 7 giocatori, mentre per quanto riguarda l'Oceania e l'Africa i 2 paesi più rappresentati sono rispettivamente l'Australia (37 giocatori) e la Nigeria (30). I giocatori evidenziati in verde sono quelli che ancora oggi militano in NBA.
Le "n" tra parentesi indicano i giocatori naturalizzati, o comunque nati all'estero. Non si includono nel caso della Francia tra i nati all'estero i giocatori nati nei dipartimenti e regioni d'oltremare francesi come la Guadalupa, la Guyana Francese, la Martinica, Mayotte e Riunione.
| Paese                     | Giocatori totali | Primo ad aver giocato in NBA | Giocatori oggi in NBA | Primo ad aver vinto l'anello | Squadra e anno della vittoria | Vincitori dell'anello |
| ------------------------- | ---------------- | ---------------------------- | --------------------- | ---------------------------- | ----------------------------- | --------------------- |
| Canada                    | 64 (9 n)         | Hank Biasatti                | 23                    | Lars Hansen                  | Seattle SuperSonics (1979)    | 13                    |
| Francia                   | 51 (7 n)         | Howard Carter                | 13                    | Tony Parker                  | San Antonio Spurs (2003)      | 7                     |
| Australia                 | 37 (7 n)         | Luc Longley                  | 12                    | Luc Longley                  | Chicago Bulls (1996)          | 8                     |
| Serbia                    | 37 (14 n)        | Vlade Divac                  | 5                     | Darko Miličić                | Detroit Pistons (2004)        | 6                     |
| Nigeria                   | 30 (17 n)        | Yinka Dare                   | 5                     | Festus Ezeli                 | Golden State Warriors (2015)  | 2                     |
| Croazia                   | 24 (9 n)         | Dražen Petrović              | 4                     | Žan Tabak                    | Houston Rockets (1995)        | 2                     |
| Germania                  | 21 (2 n)         | Frido Frey                   | 8                     | Dirk Nowitzki                | Dallas Mavericks (2011)       | 2                     |
| Spagna                    | 21 (4 n)         | Fernando Martín              | 3                     | Pau Gasol                    | Los Angeles Lakers (2009)     | 3                     |
| Porto Rico                | 20 (12 n)        | Butch Lee                    | 2                     | Butch Lee                    | Los Angeles Lakers (1980)     | 2                     |
| Brasile                   | 19 (1 n)         | Rolando Ferreira             | 1                     | Tiago Splitter               | San Antonio Spurs (2014)      | 2                     |
| Argentina                 | 16               | Rubén Wolkowyski             |                       | Emanuel Ginóbili             | San Antonio Spurs (2003)      | 2                     |
| Lituania                  | 16 (2 n)         | Šarūnas Marčiulionis         | 3                     |                              |                               |                       |
| Turchia                   | 16 (5 n)         | Mirsad Türkcan               | 2                     | Mehmet Okur                  | Detroit Pistons (2004)        | 1                     |
| Grecia                    | 14 (4 n)         | Jake Tsakalidīs              | 1                     | Kostas Antetokounmpo         | Los Angeles Lakers (2020)     | 3                     |
| Italia                    | 14 (5 n)         | Mike D'Antoni                | 1                     | Marco Belinelli              | San Antonio Spurs (2014)      | 1                     |
| Senegal                   | 14 (1 n)         | Makhtar N'Diaye              | 2                     |                              |                               |                       |
| Gran Bretagna             | 13 (3 n)         | Chris Harris                 | 2                     | OG Anunoby                   | Toronto Raptors (2019)        | 1                     |
| Russia                    | 13 (3 n)         | Sergej Bazarevič             |                       | Timofej Mozgov, Saša Kaun    | Cleveland Cavaliers (2016)    | 2                     |
| Slovenia                  | 13 (2 n)         | Marko Milič                  | 3                     | Beno Udrih                   | San Antonio Spurs (2005)      | 4                     |
| Georgia                   | 12 (6 n)         | Vladimer St'epania           | 2                     | Zaza Pachulia                | Golden State Warriors (2017)  | 1                     |
| Rep. Dominicana           | 12 (4 n)         | Tito Horford                 | 4                     | Al Horford                   | Boston Celtics (2024)         | 1                     |
| Giamaica                  | 11 (5 n)         | Wayne Sappleton              | 2                     |                              |                               |                       |
| Ucraina                   | 10 (2 n)         | Oleksandr Volkov             | 2                     | Stanislav Medvedenko         | Los Angeles Lakers (2001)     | 2                     |
| Montenegro                | 9 (5 n)          | Predrag Drobnjak             | 2                     |                              |                               |                       |
| Bahamas                   | 8 (2 n)          | Mychal Thompson              | 4                     | Mychal Thompson              | Los Angeles Lakers (1987)     | 1                     |
| Cina                      | 8 (1 n)          | Wang Zhizhi                  | 1                     | Mengke Bateer                | San Antonio Spurs (2003)      | 2                     |
| Paesi Bassi               | 8                | Swen Nater                   | 3                     | Francisco Elson              | San Antonio Spurs (2007)      | 1                     |
| Bosnia ed Erzegovina      | 7 (3 n)          | Ratko Varda                  | 2                     |                              |                               |                       |
| Camerun                   | 7 (2 n)          | Ruben Boumtje-Boumtje        | 4                     | Pascal Siakam                | Toronto Raptors (2019)        | 1                     |
| Lettonia                  | 7                | Gundars Vētra                | 1                     | Kristaps Porziņģis           | Boston Celtics (2024)         | 1                     |
| Messico                   | 7 (3 n)          | Horacio Llamas               | 1                     | Juan Toscano                 | Golden State Warriors (2022)  | 1                     |
| Giappone                  | 6 (2 n)          | J.R. Sakuragi                | 2                     |                              |                               |                       |
| RD del Congo              | 6                | Dikembe Mutombo              | 2                     | Jonathan Kuminga             | Golden State Warriors (2022)  | 1                     |
| Sudan del Sud             | 6 (4 n)          | Deng Gai                     | 1                     |                              |                               |                       |
| Venezuela                 | 6 (4 n)          | Harold Keeling               |                       | Carl Herrera                 | Houston Rockets (1995)        | 1                     |
| Bulgaria                  | 5 (4 n)          | Georgi Gluškov               |                       |                              |                               |                       |
| Irlanda                   | 5 (4 n)          | Ron Rowan                    |                       |                              |                               |                       |
| Libano                    | 5 (5 n)          | Loren Woods                  |                       |                              |                               |                       |
| Macedonia del Nord        | 5 (4 n)          | Ryan Stack                   |                       |                              |                               |                       |
| Polonia                   | 5 (2 n)          | Jeff Nordgaard               | 1                     |                              |                               |                       |
| Finlandia                 | 4 (2 n)          | Hanno Möttölä                | 1                     |                              |                               |                       |
| Isole Vergini Americane   | 4 (2 n)          | Charles Claxton              | 1                     |                              |                               |                       |
| Israele                   | 4                | Omri Casspi                  | 1                     |                              |                               | 1                     |
| Mali                      | 4                | Soumaila Samake              | 1                     |                              |                               |                       |
| Panama                    | 4 (2 n)          | Stuart Gray                  |                       |                              |                               |                       |
| Rep. Ceca                 | 4                | Jiří Zídek                   |                       |                              |                               |                       |
| Svezia                    | 4                | Jonas Jerebko                | 2                     |                              |                               |                       |
| Belgio                    | 3 (1 n)          | D.J. Mbenga                  | 2                     | Ajay Mitchell                | Oklahoma City Thunder (2025)  | 1                     |
| Belize                    | 3 (3 n)          | Marlon Garnett               |                       |                              |                               |                       |
| Ghana                     | 3                | Ben Bentil                   |                       |                              |                               |                       |
| Haiti                     | 3                | Yvon Joseph                  |                       |                              |                               |                       |
| Nuova Zelanda             | 3                | Sean Marks                   | 1                     | Sean Marks                   | San Antonio Spurs (2005)      | 1                     |
| Costa d'Avorio            | 2 (2 n)          | Matt Costello                |                       |                              |                               |                       |
| Cuba                      | 2                | Andrés Guibert               |                       |                              |                               |                       |
| Egitto                    | 2                | Alaa Abdelnaby               |                       |                              |                               |                       |
| Estonia                   | 2                | Martin Müürsepp              |                       |                              |                               |                       |
| Gabon                     | 2                | Stéphane Lasme               |                       |                              |                               |                       |
| Guyana                    | 2                | Jason Miskiri                |                       |                              |                               |                       |
| Libia                     | 2 (2 n)          | Hesham Salem                 |                       |                              |                               |                       |
| Filippine                 | 2 (2 n)          | Jordan Clarkson              | 1                     |                              |                               |                       |
| Qatar                     | 2 (2 n)          | Jarvis Hayes                 |                       |                              |                               |                       |
| Sudan                     | 2                | Manute Bol                   | 1                     |                              |                               |                       |
| Svizzera                  | 2                | Thabo Sefolosha              | 1                     |                              |                               |                       |
| Trinidad e Tobago         | 2 (1 n)          | Ken Charles                  |                       |                              |                               |                       |
| Uganda                    | 2 (2 n)          | Brandon Davies               |                       |                              |                               |                       |
| Angola                    | 1                | Bruno Fernando               | 1                     |                              |                               |                       |
| Antigua e Barbuda         | 1 (1 n)          | Julius Hodge                 |                       |                              |                               |                       |
| Austria                   | 1                | Jakob Pöltl                  | 1                     |                              |                               |                       |
| Bielorussia               | 1 (1 n)          | Maalik Wayns                 |                       |                              |                               |                       |
| Bolivia                   | 1 (1 n)          | Josh Reaves                  |                       |                              |                               |                       |
| Capo Verde                | 1                | Walter Tavares               |                       |                              |                               |                       |
| Colombia                  | 1                | Jaime Echenique              |                       |                              |                               |                       |
| Corea del Sud             | 1                | Ha Seung-jin                 |                       |                              |                               |                       |
| Danimarca                 | 1                | Gabriel Lundberg             |                       |                              |                               |                       |
| Dominica                  | 1                | Garth Joseph                 |                       |                              |                               |                       |
| Giordania                 | 1 (1 n)          | Rondae Hollis-Jefferson      |                       |                              |                               |                       |
| Guinea                    | 1                | Mamadi Diakité               | 1                     | Mamadi Diakité               | Milwaukee Bucks (2021)        | 1                     |
| Indonesia                 | 1 (1 n)          | Marques Bolden               | 1                     |                              |                               |                       |
| Iran                      | 1                | Hamed Haddadi                |                       |                              |                               |                       |
| Islanda                   | 1                | Pétur Guðmundsson            |                       |                              |                               |                       |
| Isole Vergini Britanniche | 1                | D'Moi Hodge                  | 1                     |                              |                               |                       |
| Norvegia                  | 1                | Torgeir Bryn                 |                       |                              |                               |                       |
| Portogallo                | 1                | Neemias Queta                | 1                     | Neemias Queta                | Boston Celtics (2024)         | 1                     |
| Romania                   | 1                | Gheorghe Mureșan             |                       |                              |                               |                       |
| Slovacchia                | 1                | Richard Petruška             |                       | Richard Petruška             | Houston Rockets (1994)        | 1                     |
| Tanzania                  | 1                | Hasheem Thabeet              |                       |                              |                               |                       |
| Tunisia                   | 1                | Salah Mejri                  |                       |                              |                               |                       |
| Ungheria                  | 1                | Kornél Dávid                 |                       |                              |                               |                       |
| Uruguay                   | 1                | Esteban Batista              |                       |                              |                               |                       |

## Giocatori
Legenda ruoli:
- P=Playmaker
- G=Guardia tiratrice
- AP=Ala piccola
- AG=Ala grande
- C=Centro

### Angola
| Giocatore      | Ruolo | Carriera NBA | Team totali | Anni | Draft NBA                    | Note |
| -------------- | ----- | ------------ | ----------- | ---- | ---------------------------- | ---- |
| Bruno Fernando | C     | 2019-2025    | 4           | 6    | 34ª scelta al Draft NBA 2019 |      |

### Antigua e Barbuda
| Giocatore    | Ruolo | Carriera NBA | Team totali | Anni | Draft NBA                    | Note                                                                                 |
| ------------ | ----- | ------------ | ----------- | ---- | ---------------------------- | ------------------------------------------------------------------------------------ |
| Julius Hodge | G     | 2005-2007    | 2           | 2    | 20ª scelta al Draft NBA 2005 | Nato negli USA di nazionalità delle Isole Vergini Americane, naturalizzato antiguano |

### Argentina
| Giocatore            | Ruolo | Carriera NBA         | Team totali | Anni | Draft NBA                    | Note                                                                                    |
| -------------------- | ----- | -------------------- | ----------- | ---- | ---------------------------- | --------------------------------------------------------------------------------------- |
| Leandro Bolmaro      | P     | 2021-2023            | 2           | 2    | 23ª scelta al Draft NBA 2020 |                                                                                         |
| Nicolás Brussino     | AP    | 2016-2017            | 2           | 2    | Undrafted nel 2015           |                                                                                         |
| Facundo Campazzo     | P     | 2020-2022            | 1           | 3    | Undrafted nel 2013           |                                                                                         |
| Gabriel Deck         | AP/AG | 2021-2022            | 1           | 2    | Undrafted nel 2017           |                                                                                         |
| Carlos Delfino       | AP/G  | 2004-2008; 2009-2014 | 4           | 9    | 25ª scelta al Draft NBA 2003 | Nella stagione 2013-2014 non giocò nessuna partita a causa di un infortunio al piede.   |
| Patricio Garino      | AP    | 2017                 | 1           | 1    | Undrafted nel 2016           |                                                                                         |
| Emanuel Ginóbili     | G     | 2002-2018            | 1           | 16   | 57ª scelta al Draft NBA 1999 |                                                                                         |
| Wálter Herrmann      | AP    | 2006-2009            | 2           | 3    | Undrafted nel 2001           |                                                                                         |
| Nicolás Laprovíttola | P     | 2016                 | 1           | 1    | Undrafted nel 2012           |                                                                                         |
| Andrés Nocioni       | AG    | 2004-2012            | 3           | 8    | Undrafted nel 2001           |                                                                                         |
| Fabricio Oberto      | C     | 2005-2010            | 3           | 6    | Undrafted nel 2001           | Ha la cittadinanza italiana                                                             |
| Pablo Prigioni       | P     | 2012-2016            | 3           | 4    | Undrafted nel 1999           | A oggi è l'esordiente più vecchio nella storia della NBA in quanto vi esordì a 35 anni. |
| Juan Ignacio Sánchez | P     | 2000–2001; 2002–2003 | 3           | 2    | Undrafted nel 2000           |                                                                                         |
| Luis Scola           | AG    | 2007-2017            | 5           | 10   | 55ª scelta al Draft NBA 2002 |                                                                                         |
| Luca Vildoza         | P     | 2022                 | 1           | 1    | Undrafted nel 2017           | Nella stagione 2021-2022 giocò 7 partite nei playoffs, ma nessuna in regular season.    |
| Rubén Wolkowyski     | AG    | 2000–2001; 2002–2003 | 2           | 2    | Undrafted nel 1995           | Ha la cittadinanza polacca                                                              |

### Australia
| Giocatore           | Ruolo | Carriera NBA         | Team totali | Anni | Draft NBA                    | Note                                                                             |
| ------------------- | ----- | -------------------- | ----------- | ---- | ---------------------------- | -------------------------------------------------------------------------------- |
| Deng Adel           | AP    | 2019                 | 1           | 1    | Undrafted nel 2018           | Nato a Giuba in Sudan (oggi nel Sudan del Sud), naturalizzato australiano.       |
| David Andersen      | AG/C  | 2009-2011            | 3           | 2    | 36ª scelta al Draft NBA 2002 | Ha la cittadinanza danese                                                        |
| Chris Anstey        | C     | 1997-2000            | 2           | 3    | 18ª scelta al Draft NBA 1997 |                                                                                  |
| Cameron Bairstow    | AG/C  | 2014-2016            | 1           | 2    | 49ª scelta al Draft NBA 2014 |                                                                                  |
| Aron Baynes         | C     | 2013-2021            | 5           | 9    | Undrafted nel 2009           | Nato in Nuova Zelanda, cresciuto in Australia, naturalizzato australiano.        |
| Andrew Bogut        | C     | 2005-2019            | 5           | 14   | 1ª scelta al Draft NBA 2005  |                                                                                  |
| Jonah Bolden        | AG/AP | 2018-2020            | 2           | 2    | 36ª scelta al Draft NBA 2017 |                                                                                  |
| Mark Bradtke        | C     | 1996-1997            | 1           | 1    | Undrafted nel 1990           |                                                                                  |
| Ryan Broekhoff      | AP    | 2018-2020            | 2           | 2    | Undrafted nel 2013           |                                                                                  |
| Xavier Cooks        | G     | 2023                 | 1           | 1    | Undrafted nel 2018           |                                                                                  |
| Mitch Creek         | G     | 2019                 | 2           | 1    | Undrafted nel 2014           |                                                                                  |
| Dyson Daniels       | G     | 2022-oggi            | 2           | 3    | 8ª scelta al Draft NBA 2022  |                                                                                  |
| Matthew Dellavedova | P     | 2013-2021; 2022-2023 | 3           | 9    | Undrafted nel 2013           |                                                                                  |
| Alexander Ducas     | AP    | 2024-oggi            | 1           | 1    | Undrafted nel 2024           |                                                                                  |
| Danté Exum          | P     | 2014-2021; 2023-oggi | 3           | 9    | 5ª scelta al Draft NBA 2014  | Nella stagione 2015-2016 non giocò nessuna partita a causa di un infortunio.     |
| Johnny Furphy       | G     | 2024-oggi            | 1           | 1    | 35ª scelta al Draft NBA 2024 |                                                                                  |
| Andrew Gaze         | P     | 1994; 1999           | 2           | 2    | Undrafted nel 1989           |                                                                                  |
| Josh Giddey         | P     | 2021-oggi            | 2           | 4    | 6ª scelta al Draft NBA 2021  |                                                                                  |
| Ricky Grace         | P     | 1993                 | 1           | 1    | 67ª scelta al Draft NBA 1988 | Nato negli USA, naturalizzato australiano.                                       |
| Josh Green          | G     | 2020-oggi            | 2           | 5    | 18ª scelta al Draft NBA 2020 |                                                                                  |
| Shane Heal          | P     | 1996-1997; 2003      | 2           | 2    | Undrafted nel 1992           |                                                                                  |
| Isaac Humphries     | AG    | 2019                 | 1           | 1    | Undrafted nel 2017           |                                                                                  |
| Joe Ingles          | AP    | 2014-oggi            | 4           | 11   | Undrafted nel 2009           | Ha la cittadinanza britannica                                                    |
| Nathan Jawai        | C     | 2008-2010            | 2           | 2    | 41ª scelta al Draft NBA 2008 | Fu il primo Aborigeno Australiano a giocare in NBA.                              |
| Jock Landale        | P     | 2021-oggi            | 3           | 4    | Undrafted nel 2018           |                                                                                  |
| Luc Longley         | C     | 1991-2001            | 4           | 10   | 7ª scelta al Draft NBA 1991  |                                                                                  |
| Will Magnay         | C/AG  | 2020-2021            | 1           | 1    | Undrafted nel 2018           |                                                                                  |
| Thon Maker          | AG/C  | 2016-2021; 2024-oggi | 4           | 6    | 10ª scelta al Draft NBA 2016 | Nato a Giuba in Sudan (oggi nel Sudan del Sud), naturalizzato australiano.       |
| Jack McVeigh        | AG    | 2024-oggi            | 1           | 1    | Undrafted nel 2019           |                                                                                  |
| Darnell Mee         | G     | 1993-1995            | 1           | 2    | 34ª scelta al Draft NBA 1993 | Nato negli USA, naturalizzato australiano.                                       |
| Patty Mills         | P     | 2009-oggi            | 5           | 16   | 55ª scelta al Draft NBA 2009 | Ha origini aborigene.                                                            |
| Duop Reath          | AP    | 2023-oggi            | 1           | 2    | Undrafted nel 2018           | Nato a Giuba in Sudan (oggi nel Sudan del Sud), naturalizzato australiano.       |
| Luke Schenscher     | C     | 2006-2007            | 2           | 2    | Undrafted nel 2005           |                                                                                  |
| Ben Simmons         | AP/AG | 2016-oggi            | 3           | 9    | 1ª scelta al Draft NBA 2016  | Non giocò nessuna partita nelle stagioni 2016-2017 e 2021-2022.                  |
| Matisse Thybulle    | G/AP  | 2019-oggi            | 2           | 6    | 20ª scelta al Draft NBA 2019 | Nato negli USA da padre haitiano e madre statunitense, è cresciuto in Australia. |
| Luke Travers        | G/AP  | 2024-oggi            | 1           | 1    | 56ª scelta al Draft NBA 2024 |                                                                                  |
| Jack White          | AP    | 2022-2024            | 2           | 2    | Undrafted nel 2020           |                                                                                  |

### Austria
| Giocatore   | Ruolo | Carriera NBA | Team totali | Anni | Draft NBA                   | Note |
| ----------- | ----- | ------------ | ----------- | ---- | --------------------------- | ---- |
| Jakob Pöltl | C     | 2016-oggi    | 2           | 9    | 9ª scelta al Draft NBA 2016 |      |

### Bahamas
| Giocatore        | Ruolo | Carriera NBA | Team totali | Anni | Draft NBA                    | Note                                                                                             |
| ---------------- | ----- | ------------ | ----------- | ---- | ---------------------------- | ------------------------------------------------------------------------------------------------ |
| Deandre Ayton    | C     | 2018-oggi    | 2           | 7    | 1ª scelta al Draft NBA 2018  |                                                                                                  |
| Dexter Cambridge | AP/AG | 1992-1993    | 1           | 1    | Undrafted nel 1992           |                                                                                                  |
| Eric Gordon      | C     | 2008-oggi    | 5           | 17   | 7ª scelta al Draft NBA 2008  | Nato negli USA, dopo avere rappresentato gli Stati Uniti, ha scelto di rappresentare le Bahamas. |
| Buddy Hield      | G     | 2016-oggi    | 5           | 9    | 6ª scelta al Draft NBA 2016  |                                                                                                  |
| Kai Jones        | C     | 2021-oggi    | 3           | 4    | 19ª scelta al Draft NBA 2021 |                                                                                                  |
| Ian Lockhart     | AG    | 1990         | 1           | 1    | Undrafted nel 1990           |                                                                                                  |
| Mychal Thompson  | AG    | 1978-1991    | 3           | 13   | 1ª scelta al Draft NBA 1978  | Fu il primo cestista straniero a essere selezionato come prima scelta assoluta al Draft          |
| Mychel Thompson  | G     | 2011-2012    | 1           | 1    | Undrafted nel 2011           | Nato negli USA da padre bahamense                                                                |

### Belgio
| Giocatore      | Ruolo | Carriera NBA | Team totali | Anni | Draft NBA                    | Note                                                                                      |
| -------------- | ----- | ------------ | ----------- | ---- | ---------------------------- | ----------------------------------------------------------------------------------------- |
| Toumani Camara | AP/AG | 2023-oggi    | 1           | 2    | 52ª scelta al Draft NBA 2023 | Nato in Belgio da madre haitiana e padre maliano                                          |
| D.J. Mbenga    | C     | 2004-2011    | 4           | 7    | Undrafted nel 2002           | Nato a Kinshasa nello Zaire (oggi Repubblica Democratica del Congo), naturalizzato belga. |
| Ajay Mitchell  | P/G   | 2024-oggi    | 1           | 1    | 38ª scelta al Draft NBA 2024 |                                                                                           |

### Belize
| Giocatore      | Ruolo | Carriera NBA | Team totali | Anni | Draft NBA          | Note                                                            |
| -------------- | ----- | ------------ | ----------- | ---- | ------------------ | --------------------------------------------------------------- |
| Noel Felix     | AG    | 2006         | 1           | 1    | Undrafted nel 2003 | Nato negli USA, rappresentò il Belize a livello internazionale. |
| Marlon Garnett | G     | 1999         | 1           | 1    | Undrafted nel 1997 | Nato negli USA, rappresentò il Belize a livello internazionale. |
| Milt Palacio   | P     | 1999-2006    | 6           | 7    | Undrafted nel 1999 | Nato negli USA, rappresentò il Belize a livello internazionale. |

### Bielorussia
| Giocatore    | Ruolo | Carriera NBA | Squadra                                                          | Team totali | Anni | Draft NBA          | Note                                      |
| ------------ | ----- | ------------ | ---------------------------------------------------------------- | ----------- | ---- | ------------------ | ----------------------------------------- |
| Maalik Wayns | P     | 2012-2014    | Philadelphia 76ers (2012-2013); Los Angeles Clippers (2013-2014) | 2           | 2    | Undrafted nel 2012 | Nato negli USA, naturalizzato bielorusso. |

### Bolivia
| Giocatore   | Ruolo | Carriera NBA | Team totali | Anni | Draft NBA          | Note                                    |
| ----------- | ----- | ------------ | ----------- | ---- | ------------------ | --------------------------------------- |
| Josh Reaves | G     | 2019-2020    | 1           | 1    | Undrafted nel 2012 | Nato negli USA, naturalizzato boliviano |

### Bosnia ed Erzegovina
| Giocatore            | Ruolo | Carriera NBA         | Team totali | Anni | Draft NBA                    | Note |
| -------------------- | ----- | -------------------- | ----------- | ---- | ---------------------------- | --- |
| J.R. Bremer          | P     | 2002-2004            | 3           | 2    | Undrafted nel 2002           | Nato negli USA, naturalizzato bosniaco.                                                                                    |
| Luka Garza           | C/AG  | 2021-oggi            | 2           | 4    | 52ª scelta al Draft NBA 2021 | Nato negli USA, naturalizzato bosniaco                                                                                     |
| Džanan Musa          | AP    | 2018-2020            | 1           | 2    | 29ª scelta al Draft NBA 2018 | |
| Jusuf Nurkić         | C     | 2014-oggi            | 4           | 11   | 16ª scelta al Draft NBA 2014 | Nato quando il nome della Nazione era Repubblica di Bosnia ed Erzegovina                                                   |
| Aleksandar Radojević | C     | 1999-2000; 2004-2005 | 2           | 2    | 12ª scelta al Draft NBA 1999 | Nato a Herceg Novi nella RSF di Jugoslavia (oggi Montenegro), rappresentò la Bosnia ed Erzegovina a livello internazionale |
| Mirza Teletović      | AG    | 2012-2018            | 3           | 6    | Undrafted nel 2007           | Nato nella RSF di Jugoslavia, rappresentò la Bosnia ed Erzegovina a livello internazionale.                                |
| Ratko Varda          | C     | 2001-2002            | 1           | 1    | Undrafted nel 2001           | Nato nella RSF di Jugoslavia, rappresentò la Bosnia ed Erzegovina a livello internazionale                                 |

### Brasile
| Giocatore         | Ruolo | Carriera NBA         | Team totali | Anni | Draft NBA                    | Note |
| ----------------- | ----- | -------------------- | ----------- | ---- | ---------------------------- | --- |
| Rafael Araújo     | C     | 2004-2007            | 2           | 3    | 8ª scelta al Draft NBA 2004  | |
| Leandro Barbosa   | G     | 2003-2013; 2014-2017 | 6           | 14   | 28ª scelta al Draft NBA 2003 | Non giocò nessuna partita con gli Wizards a causa di un infortunio                                         |
| Bruno Caboclo     | AP    | 2014-2021            | 4           | 7    | 20ª scelta al Draft NBA 2014 | |
| Didi              | G     | 2021-2022            | 2           | 2    | 35ª scelta al Draft NBA 2019 | |
| Vitor Faverani    | AG    | 2013-2014            | 1           | 2    | Undrafted nel 2009           | Nella stagione 2014-2015 venne tagliato in dicembre dopo non aver disputato nessuna partita con i Celtics. |
| Cristiano Felício | C     | 2015-2021            | 1           | 6    | Undrafted nel 2014           | |
| Rolando Ferreira  | C     | 1988                 | 1           | 1    | 26ª scelta al Draft NBA 1988 | |
| Alex Garcia       | G     | 2003-2004            | 2           | 2    | Undrafted nel 2002           | |
| Marcelo Huertas   | P     | 2015-2017            | 1           | 2    | Undrafted nel 2005           | |
| Scott Machado     | P     | 2012-2013; 2019      | 3           | 2    | Undrafted nel 2012           | Nato e cresciuto negli USA da genitori brasiliani, naturalizzato brasiliano.                               |
| Fab Melo          | C     | 2012-2013            | 1           | 1    | 22ª scelta al Draft NBA 2012 | |
| Nenê              | C/AG  | 2002-2020            | 3           | 18   | 7ª scelta al Draft NBA 2002  | |
| Lucas Nogueira    | C     | 2014-2018            | 1           | 4    | 16ª scelta al Draft NBA 2013 | Possiede la cittadinanza spagnola                                                                          |
| Mãozinha Pereira  | AP    | 2024                 | 1           | 1    | Undrafted nel 2024           | |
| Gui Santos        | C/AG  | 2023-oggi            | 1           | 1    | 55ª scelta al Draft NBA 2022 | |
| Tiago Splitter    | C     | 2010-2017            | 3           | 7    | 28ª scelta al Draft NBA 2007 | Possiede la cittadinanza spagnola                                                                          |
| Raul Togni Neto   | P     | 2015-2023            | 4           | 8    | 47ª scelta al Draft NBA 2013 | |
| Anderson Varejão  | C     | 2004-2017; 2021      | 2           | 14   | 30ª scelta al Draft NBA 2004 | È in assoluto il primo giocatore ad aver giocato per entrambe le finaliste lo stesso anno.                 |
| João José Vianna  | AP    | 1991                 | 1           | 1    | Undrafted nel 1985           | |
| Marquinhos        | AP    | 2006-2008            | 1           | 2    | 43ª scelta al Draft NBA 2006 | |

### Bulgaria
| Giocatore           | Ruolo | Carriera NBA         | Team totali | Anni | Draft NBA                     | Note                                                                   |
| ------------------- | ----- | -------------------- | ----------- | ---- | ----------------------------- | ---------------------------------------------------------------------- |
| Georgi Gluškov      | AG/C  | 1985-1986            | 1           | 1    | 148ª scelta al Draft NBA 1985 | Possiede la cittadinanza italiana                                      |
| Priest Lauderdale   | C     | 1996-1998            | 2           | 1    | 28ª scelta al Draft NBA 1996  | Nato negli USA, naturalizzato bulgaro                                  |
| Andre Owens         | P     | 2005-2006; 2007-2008 | 2           | 2    | Undrafted nel 2005            | Nato negli USA, naturalizzato bulgaro.                                 |
| Cedric Simmons      | AG/C  | 2006-2009            | 4           | 3    | 15ª scelta al Draft NBA 2006  | Nato negli USA, naturalizzato bulgaro.                                 |
| Aleksandăr Vezenkov | AG/C  | 2023-2024            | 1           | 1    | 57ª scelta al Draft NBA 2017  | Nato a Cipro da genitori bulgari, ha la cittadinanza greca e cipriota. |

### Camerun
| Giocatore             | Ruolo | Carriera NBA | Team totali | Anni | Draft NBA                    | Note                                                 |
| --------------------- | ----- | ------------ | ----------- | ---- | ---------------------------- | ---------------------------------------------------- |
| Ruben Boumtje-Boumtje | C     | 2001-2004    | 1           | 3    | 49ª scelta al Draft NBA 2001 |                                                      |
| Ulrich Chomche        | C     | 2024-oggi    | 1           | 1    | 57ª scelta al Draft NBA 2024 |                                                      |
| Christian Koloko      | AG    | 2022-oggi    | 2           | 3    | 33ª scelta al Draft NBA 2022 | Non disputò nessuna partita nella stagione 2023-2024 |
| Luc Mbah a Moute      | AP/AG | 2008-2020    | 6           | 12   | 37ª scelta al Draft NBA 2008 |                                                      |
| Yves Missi            | C     | 2024-oggi    | 1           | 1    | 21ª scelta al Draft NBA 2024 | Nato in Belgio, cresciuto in Camerun                 |
| Pascal Siakam         | AG    | 2016-oggi    | 2           | 9    | 27ª scelta al Draft NBA 2016 |                                                      |
| D.J. Strawberry       | G     | 2007-2008    | 1           | 1    | 59ª scelta al Draft NBA 2007 | Nato negli USA, naturalizzato camerunense.           |

### Canada
| Giocatore                | Ruolo | Carriera NBA         | Team totali | Anni | Draft NBA                               | Note |
| ------------------------ | ----- | -------------------- | ----------- | ---- | --------------------------------------- | --- |
| Kyle Alexander           | P     | 2020                 | 1           | 1    | Undrafted nel 2019                      | |
| Nickeil Alexander-Walker | G     | 2019-oggi            | 3           | 5    | 17ª scelta al Draft NBA 2019            | |
| Joel Anthony             | C     | 2007-2017            | 4           | 10   | Undrafted nel 2007                      | |
| Norm Baker               | G     | 1946-1947            | 1           | 1    |                                         | |
| Dalano Banton            | P/G   | 2021-oggi            | 3           | 4    | 46ª scelta al Draft NBA 2021            | |
| R.J. Barrett             | G     | 2019-oggi            | 2           | 6    | 3ª scelta al Draft NBA 2019             | |
| Anthony Bennett          | AG    | 2013-2017            | 4           | 4    | 1ª scelta al Draft NBA 2013             | Primo canadese selezionato come prima scelta assoluta al Draft. |
| Sim Bhullar              | C     | 2015                 | 1           | 1    | Undrafted nel 2014                      | Nato in Canada da genitori indiani, fu il primo cestista di origini indiane ad aver giocato in NBA. |
| Hank Biasatti            | G     | 1946                 | 1           | 1    |                                         | Primo straniero in assoluto ad avere giocato in NBA. Nato in Italia, cresciuto in Canada e naturalizzato canadese |
| Khem Birch               | AG/C  | 2017-2023            | 2           | 6    | Undrafted nel 2014                      | |
| Chris Boucher            | AG    | 2017-oggi            | 2           | 8    | Undrafted nel 2017                      | Nato a Saint Lucia da padre canadese e madre santaluciana, cresciuto in Canada in cui si trasferì a 5 anni, naturalizzato canadese. |
| Oshae Brissett           | AP    | 2019-2024            | 3           | 5    | Undrafted nel 2019                      | |
| Dillon Brooks            | AP    | 2017-oggi            | 2           | 8    | 45ª scelta al Draft NBA 2017            | |
| Brandon Clarke           | AG    | 2019-oggi            | 1           | 6    | 21ª scelta al Draft NBA 2019            | |
| Ron Crevier              | C     | 1985                 | 2           | 1    | 75ª scelta al Draft NBA 1983            | |
| Samuel Dalembert         | C     | 2001-2015            | 6           | 14   | 26ª scelta al Draft NBA 2001            | Nato ad Haiti, cresciuto in Canada e naturalizzato canadese. |
| Nate Darling             | G     | 2020-2021            | 1           | 1    | Undrafted nel 2020                      | |
| Luguentz Dort            | G     | 2019-oggi            | 1           | 6    | Undrafted nel 2019                      | Nato in Canada da genitori haitiani. |
| Zach Edey                | C     | 2024-oggi            | 1           | 1    | 9ª scelta al Draft NBA 2024             | |
| Tyler Ennis              | P     | 2014-2018            | 4           | 4    | 18ª scelta al Draft NBA 2014            | |
| Rick Fox                 | AP    | 1991-2004            | 2           | 13   | 24ª scelta al Draft NBA 1991            | |
| Kyshawn George           | G     | 2024-oggi            | 1           | 1    | 24ª scelta al Draft NBA 2024            | Nato in Svizzera da padre canadese, dopo avere rappresentato le nazionali giovanili svizzere ha scelto di rappresentare il Canada. |
| Shai Gilgeous-Alexander  | P     | 2018-oggi            | 2           | 7    | 11ª scelta al Draft NBA 2018            | |
| Stewart Granger          | P     | 1983-1985; 1987      | 3           | 3    | 24ª scelta al Draft NBA 1983            | |
| Lars Hansen              | C     | 1978-1979            | 1           | 1    | 39ª scelta al Draft NBA 1976            | Nato in Danimarca, naturalizzato canadese |
| Bob Houbregs             | C     | 1953-1958            | 5           | 5    | 2ª scelta al Draft NBA 1953             | |
| Caleb Houstan            | G     | 2022-oggi            | 1           | 3    | 32ª scelta al Draft NBA 2022            | |
| Cory Joseph              | P     | 2011-oggi            | 7           | 14   | 29ª scelta al Draft NBA 2011            | |
| Kris Joseph              | AP    | 2012-2013            | 2           | 1    | 51ª scelta al Draft NBA 2012            | |
| Mfiondu Kabengele        | G     | 2019-2021            | 2           | 3    | 27ª scelta al Draft NBA 2019            | Nato in Canada da genitori congolesi. |
| Trey Lyles               | AG    | 2015-oggi            | 5           | 10   | 12ª scelta al Draft NBA 2015            | Nato in Canada, cresciuto negli USA in cui si trasferì a 7 anni. Ha la cittadinanza statunitense. |
| Todd MacCulloch          | C     | 1999-2003            | 2           | 4    | 47ª scelta al Draft NBA 1999            | |
| Jamaal Magloire          | C     | 2000-2012            | 7           | 12   | 19ª scelta al Draft NBA 2000            | Fu il primo cestista canadese a militare in una franchigia del Canada, ovvero i Toronto Raptors; in precedenza ci furono i Vancouver Grizzlies (che nel 2001 si trasferirono a Memphis) ma senza che nessun canadese vi avesse militato. |
| Karim Mané               | P     | 2020-2021            | 1           | 1    | Undrafted nel 2020                      | Nato in Senegal, cresciuto in Canada e naturalizzato canadese |
| Bennedict Mathurin       | G/AP  | 2022-oggi            | 1           | 3    | 6ª scelta al Draft NBA 2022             | Nato in Canada, ha la cittadinanza haitiana |
| Emanuel Miller           | AP/AG | 2024-oggi            | 1           | 1    | Undrafted nel 2024                      | |
| Leonard Miller           | AP    | 2023-oggi            | 1           | 2    | 33ª scelta al Draft NBA 2023            | |
| Naz Mitrou-Long          | G     | 2017-2020            | 2           | 3    | Undrafted al Draft NBA 2017             | Nato in Canada da padre canadese di origini trinidadiane e madre greca. |
| Mychal Mulder            | G     | 2020-2022            | 3           | 3    | Undrafted nel 2017                      | |
| Jamal Murray             | G     | 2016-oggi            | 1           | 9    | 7ª scelta al Draft NBA 2016             | |
| Steve Nash               | P     | 1996-2015            | 3           | 19   | 15ª scelta al Draft NBA 1996            | Nato in Sudafrica da madre gallese e padre statunitense, cresciuto in Canada. Possiede anche la cittadinanza britannica |
| Andrew Nembhard          | G/AP  | 2022-oggi            | 1           | 3    | 31ª scelta al Draft NBA 2022            | |
| Andrew Nicholson         | AG    | 2012-2017            | 3           | 5    | 19ª scelta al Draft NBA 2012            | |
| Kelly Olynyk             | C     | 2013-oggi            | 6           | 12   | 13ª scelta al Draft NBA 2013            | |
| Eugene Omoruyi           | AP    | 2021                 | 1           | 1    | Undrafted nel 2021                      | Nato in Nigeria, cresciuto in Canada e naturalizzato canadese. |
| Kevin Pangos             | P/G   | 2021-2022            | 1           | 1    | Undrafted nel 2015                      | Ha la cittadinanza slovena. |
| Dwight Powell            | AG    | 2014-oggi            | 2           | 11   | 45ª scelta al Draft NBA 2014            | |
| Joshua Primo             | G     | 2021-2024            | 1           | 3    | 12ª scelta al Draft NBA 2021            | |
| Olivier-Maxence Prosper  | AP/AG | 2023-oggi            | 1           | 2    | 24ª scelta al Draft NBA 2023            | |
| Xavier Rathan-Mayes      | G     | 2018                 | 1           | 1    | Undrafted nel 2017                      | |
| Andy Rautins             | G     | 2010-2011            | 1           | 1    | 38ª scelta al Draft NBA 2010            | Nato negli USA da genitori canadesi (tra cui il padre Leo), rappresenta il Canada a livello internazionale. |
| Leo Rautins              | AP    | 1983-1984            | 2           | 2    | 17ª scelta al Draft NBA 1983            | |
| Jackson Rowe             | AP    | 2025-oggi            | 1           | 1    | Undrafted nel 2020                      | |
| Robert Sacre             | C     | 2012-2016            | 1           | 4    | 60ª scelta al Draft NBA 2012            | Nato negli USA, naturalizzato canadese. |
| Shaedon Sharpe           | G     | 2022-oggi            | 1           | 3    | 7ª scelta al Draft NBA 2022             | |
| Mike Smrek               | C     | 1985-1992            | 5           | 7    | 25ª scelta al Draft NBA 1985            | |
| Gino Sovran              | A     | 1946-1947            | 1           | 1    |                                         | |
| Nik Stauskas             | G     | 2014-2019; 2021-2022 | 7           | 6    | 8ª scelta al Draft NBA 2014             | Ha la cittadinanza lituana |
| Tristan Thompson         | C/AG  | 2011-2022            | 5           | 11   | 4ª scelta al Draft NBA 2011             | |
| Ernie Vandeweghe         | G     | 1949-1956            | 1           | 7    | Scelto al terzo giro al Draft BAA 1949. | |
| Bill Wennington          | C     | 1985-1991; 1993-2000 | 3           | 13   | 16ª scelta al Draft NBA 1985            | |
| Andrew Wiggins           | AP    | 2014-oggi            | 3           | 11   | 1ª scelta al Draft NBA 2014             | Nato in Canada da genitori statunitensi (tra cui il padre Mitchell). |
| Lindell Wigginton        | P/G   | 2022-2024            | 1           | 3    | Undrafted nel 2019                      | |
| Kyle Wiltjer             | AG    | 2016-2017            | 1           | 1    | Undrafted nel 2016                      | Nato negli USA da padre statunitense e madre canadese, rappresenta il Canada a livello internazionale |
| Jim Zoet                 | C     | 1982                 | 1           | 1    | Undrafted nel 1978                      | |

### Capo Verde
| Giocatore      | Ruolo | Carriera NBA | Team totali | Anni | Draft NBA                    | Note |
| -------------- | ----- | ------------ | ----------- | ---- | ---------------------------- | ---- |
| Walter Tavares | C     | 2015-2017    | 2           | 2    | 43ª scelta al Draft NBA 2014 |      |

### Cina
| Giocatore     | Ruolo | Carriera NBA | Team totali | Anni | Draft NBA                    | Note                                                              |
| ------------- | ----- | ------------ | ----------- | ---- | ---------------------------- | ----------------------------------------------------------------- |
| Kyle Anderson | AP    | 2014-oggi    | 5           | 11   | 30ª scelta al Draft NBA 2014 | Nato negli USA, naturalizzato cinese                              |
| Mengke Bateer | C     | 2002-2004    | 3           | 3    | Undrafted nel 1999           |                                                                   |
| Cui Yongxi    | AG/AP | 2024         | 1           | 1    | Undrafted nel 2024           |                                                                   |
| Sun Yue       | G     | 2008-2009    | 1           | 1    | 40ª scelta al Draft NBA 2007 |                                                                   |
| Wang Zhizhi   | C     | 2001-2005    | 3           | 5    | 36ª scelta al Draft NBA 1999 |                                                                   |
| Yao Ming      | C     | 2002-2011    | 1           | 9    | 1ª scelta al Draft NBA 2002  | Non giocò nessuna partita nella stagione 2009-2010 per infortunio |
| Yi Jianlian   | AG/C  | 2007-2012    | 4           | 5    | 6ª scelta al Draft NBA 2007  |                                                                   |
| Zhou Qi       | C     | 2017-2018    | 1           | 2    | 43ª scelta al Draft NBA 2016 |                                                                   |

### Colombia
| Giocatore       | Ruolo | Carriera NBA | Team totali | Anni | Draft NBA          | Note |
| --------------- | ----- | ------------ | ----------- | ---- | ------------------ | ---- |
| Jaime Echenique | C     | 2021-2022    | 1           | 1    | Undrafted nel 2020 |      |

### Corea del Sud
| Giocatore    | Ruolo | Carriera NBA | Team totali | Anni | Draft NBA                    | Note |
| ------------ | ----- | ------------ | ----------- | ---- | ---------------------------- | ---- |
| Ha Seung-jin | C     | 2004-2006    | 1           | 2    | 46ª scelta al Draft NBA 2004 |      |

### Costa d'Avorio
| Giocatore      | Ruolo | Carriera NBA | Team totali | Anni | Draft NBA          | Note                                   |
| -------------- | ----- | ------------ | ----------- | ---- | ------------------ | -------------------------------------- |
| Matt Costello  | C/AG  | 2017-2018    | 1           | 1    | Undrafted nel 2016 | Nato negli USA, naturalizzato ivoriano |
| Alex Poythress | AG/C  | 2017-2019    | 3           | 3    | Undrafted nel 2016 | Nato negli USA, naturalizzato ivoriano |

### Croazia
| Giocatore        | Ruolo | Carriera NBA         | Team totali | Anni | Draft NBA                    | Note |
| ---------------- | ----- | -------------------- | ----------- | ---- | ---------------------------- | --- |
| Dalibor Bagarić  | C     | 2000-2003            | 1           | 3    | 24ª scelta al Draft NBA 2000 | Nato in Germania Ovest da genitori croati |
| Dragan Bender    | C     | 2016-2020            | 3           | 4    | 4ª scelta al Draft NBA 2016  | Nato in Bosnia ed Erzegovina, rappresenta la Croazia a livello internazionale.                                                                                    |
| Bojan Bogdanović | AP    | 2014-oggi            | 6           | 11   | 31ª scelta al Draft NBA 2011 | Nato a Mostar nella RSF Jugoslavia (oggi Bosnia ed Erzegovina), rappresenta la Croazia a livello internazionale                                                   |
| Duje Dukan       | AG    | 2015-2016            | 1           | 1    | Undrafted nel 2015           | Nato in Croazia, si trasferì negli USA a 10 mesi, ha la cittadinanza statunitense.                                                                                |
| Gordan Giriček   | G     | 2002-2008            | 5           | 6    | 40ª scelta al Draft NBA 1999 | Nato nella RSF Jugoslavia, rappresentò la Croazia a livello internazionale                                                                                        |
| Justin Hamilton  | C     | 2014-2015; 2016-2017 | 5           | 3    | 45ª scelta al Draft NBA 2012 | Nato negli USA, naturalizzato croato. |
| Mario Hezonja    | G     | 2015-2020            | 3           | 5    | 5ª scelta al Draft NBA 2015  | |
| Mario Kasun      | C     | 2004-2006            | 1           | 2    | 40ª scelta al Draft NBA 2002 | Nato nella RSF Jugoslavia, rappresentò la Croazia a livello internazionale                                                                                        |
| Toni Kukoč       | AP    | 1993-2006            | 4           | 13   | 29ª scelta al Draft NBA 1990 | Nato nella RSF Jugoslavia, rappresentò sia la Croazia che la Jugoslavia a livello internazionale                                                                  |
| Oliver Lafayette | G     | 2010                 | 1           | 1    | Undrafted nel 2007           | Nato negli USA, naturalizzato croato. |
| Damir Markota    | C     | 2006-2007            | 1           | 1    | 59ª scelta al Draft NBA 2006 | Nato a Sarajevo nella RSF Jugoslavia (oggi Bosnia ed Erzegovina), cresciuto in Svezia rappresenta la Croazia a livello internazionale. Ha la cittadinanza svedese |
| Karlo Matković   | AG    | 2024-oggi            | 1           | 1    | 57ª scelta al Draft NBA 2024 | Nato in Bosnia ed Erzegovina, dopo avere rappresentato la Bosnia ed Erzegovina a livello giovanile ha scelto di rappresentare la Croazia                          |
| Dražen Petrović  | G     | 1989-1993            | 2           | 4    | 60ª scelta al Draft NBA 1986 | Nato nella RSF Jugoslavia, rappresentò sia la Croazia che la Jugoslavia a livello internazionale                                                                  |
| Zoran Planinić   | P     | 2003-2006            | 1           | 3    | 22ª scelta al Draft NBA 2003 | Nato a Mostar nella RSF Jugoslavia (oggi Bosnia ed Erzegovina), rappresentò la Croazia a livello internazionale                                                   |
| Dino Rađa        | AG    | 1993-1997            | 1           | 4    | 40ª scelta al Draft NBA 1989 | Nato nella RSF Jugoslavia, rappresentò sia la Croazia che la Jugoslavia a livello internazionale                                                                  |
| Damjan Rudež     | AP    | 2014-2017            | 3           | 3    | Undrafted nel 2008           | Nato nella RSF Jugoslavia, rappresenta la Croazia a livello internazionale                                                                                        |
| Luka Šamanić     | AG    | 2019-2024            | 3           | 5    | 19ª scelta al Draft NBA 2019 | Non giocò nessuna partita nella stagione 2021-2022 |
| Dario Šarić      | AG    | 2016-oggi            | 6           | 9    | 12ª scelta al Draft NBA 2014 | Non giocò nessuna partita nella stagione 2021-2022 |
| Bruno Šundov     | C     | 1998-2005            | 5           | 7    | 35ª scelta al Draft NBA 1998 | Nato nella RSF Jugoslavia, rappresentò la Croazia a livello internazionale                                                                                        |
| Žan Tabak        | C     | 1994-1998; 1999-2001 | 4           | 6    | 51ª scelta al Draft NBA 1991 | Nato nella RSF Jugoslavia, rappresentò sia la Croazia che la Jugoslavia a livello internazionale                                                                  |
| Roko Ukić        | P     | 2008-2010            | 2           | 2    | 41ª scelta al Draft NBA 2005 | Nato nella RSF Jugoslavia, rappresenta la Croazia a livello internazionale                                                                                        |
| Stojko Vranković | C     | 1990-1992; 1996-1999 | 3           | 5    | Undrafted nel 1986           | Nato nella RSF Jugoslavia, rappresentò sia la Croazia che la Jugoslavia a livello internazionale                                                                  |
| Ante Žižić       | C     | 2017-2020            | 1           | 3    | 23ª scelta al Draft NBA 2016 | |
| Ivica Zubac      | C     | 2016-oggi            | 2           | 9    | 32ª scelta al Draft NBA 2016 | Nato in Bosnia ed Erzegovina, rappresenta la Croazia a livello internazionale.                                                                                    |

### Cuba
| Giocatore      | Ruolo | Carriera NBA | Team totali | Anni | Draft NBA          | Note |
| -------------- | ----- | ------------ | ----------- | ---- | ------------------ | ---- |
| Lázaro Borrell | AG    | 1999-2000    | 1           | 1    | Undrafted nel 1994 |      |
| Andrés Guibert | AG    | 1994-1995    | 1           | 2    | Undrafted nel 1990 |      |

### Danimarca
| Giocatore        | Ruolo | Carriera NBA | Team totali | Anni | Draft NBA          | Note |
| ---------------- | ----- | ------------ | ----------- | ---- | ------------------ | ---- |
| Gabriel Lundberg | G     | 2022         | 1           | 1    | Undrafted nel 2016 |      |

### Dominica
| Giocatore    | Ruolo | Carriera NBA | Team totali | Anni | Draft NBA          | Note |
| ------------ | ----- | ------------ | ----------- | ---- | ------------------ | ---- |
| Garth Joseph | C     | 2000-2001    | 2           | 1    | Undrafted nel 1998 |      |

### Egitto
| Giocatore      | Ruolo | Carriera NBA | Team totali | Anni | Draft NBA                    | Note                            |
| -------------- | ----- | ------------ | ----------- | ---- | ---------------------------- | ------------------------------- |
| Alaa Abdelnaby | AG/C  | 1990-1995    | 5           | 5    | 25ª scelta al Draft NBA 1990 | Ha la cittadinanza statunitense |
| Abdel Nader    | AP    | 2017-2022    | 3           | 5    | 58ª scelta al Draft NBA 2016 | Ha la cittadinanza statunitense |

### Estonia
| Giocatore       | Ruolo | Carriera NBA | Team totali | Anni | Draft NBA                    | Note                                                         |
| --------------- | ----- | ------------ | ----------- | ---- | ---------------------------- | ------------------------------------------------------------ |
| Henri Drell     | AG    | 2023-2024    | 1           | 1    | Undrafted nel 2022           |                                                              |
| Martin Müürsepp | AG    | 1996-1998    | 2           | 2    | 25ª scelta al Draft NBA 1996 | Nato in URSS, rappresentò l'Estonia a livello internazionale |

### Filippine
| Giocatore       | Ruolo | Carriera NBA | Team totali | Anni | Draft NBA                    | Note |
| --------------- | ----- | ------------ | ----------- | ---- | ---------------------------- | --- |
| Andray Blatche  | AG    | 2005-2014    | 2           | 9    | 49ª scelta al Draft NBA 2005 | Nato negli USA,rappresenta le Filippine a livello internazionale                                          |
| Jordan Clarkson | G/P   | 2014-oggi    | 3           | 11   | 46ª scelta al Draft NBA 2014 | Nato negli USA da padre statunitense e madre filippina, rappresenta le Filippine a livello internazionale |

### Finlandia
| Giocatore       | Ruolo | Carriera NBA | Team totali | Anni | Draft NBA                    | Note |
| --------------- | ----- | ------------ | ----------- | ---- | ---------------------------- | --- |
| Drew Gooden     | AG/C  | 2002-2016    | 10          | 14   | 4ª scelta al Draft NBA 2002  | Nato negli USA, naturalizzato finlandese. |
| Lauri Markkanen | AG    | 2017-oggi    | 3           | 8    | 7ª scelta al Draft NBA 2017  | |
| Hanno Möttölä   | AG    | 2000-2002    | 1           | 2    | 40ª scelta al Draft NBA 2001 | |
| Erik Murphy     | AG    | 2013-2014    | 2           | 1    | 49ª scelta al Draft NBA 2013 | Nato in Francia da padre statunitense e madre finlandese, ha sia il passaporto statunitense che quello finlandese. Rappresenta la Finlandia a livello internazionale. |

### Francia
| Giocatore          | Ruolo | Carriera NBA         | Team totali | Anni | Draft NBA                    | Note |
| ------------------ | ----- | -------------------- | ----------- | ---- | ---------------------------- | --- |
| Tariq Abdul-Wahad  | G     | 1997-2005            | 4           | 8    | 11ª scelta al Draft NBA 1997 | Non giocò nessuna partita nelle stagioni 2003-2004 e 2004-2005 a causa di infortuni                                                  |
| Alexis Ajinça      | C     | 2008-2011; 2013-2018 | 4           | 9    | 20ª scelta al Draft NBA 2008 | Non giocò nessuna partita nella stagione 2017-2018 per infortunio.                                                                   |
| Joël Ayayi         | G     | 2021-2022            | 1           | 1    | Undrafted nel 2021           | Nato in Francia da genitori beninesi                                                                                                 |
| Nicolas Batum      | AP    | 2008-oggi            | 4           | 17   | 25ª scelta al Draft NBA 2008 | |
| Rodrigue Beaubois  | P     | 2009-2013            | 1           | 4    | 25ª scelta al Draft NBA 2009 | Nato in Guadalupa |
| Howard Carter      | G     | 1983-1984            | 2           | 2    | 15ª scelta al Draft NBA 1983 | Nato negli USA, naturalizzato francese.                                                                                              |
| Malcolm Cazalon    | G     | 2023-2024            | 1           | 1    | Undrafted nel 2023           | |
| Sidy Cissoko       | G     | 2023-oggi            | 1           | 2    | 44ª scelta al Draft NBA 2023 | Nato in Francia da madre senegalese.                                                                                                 |
| Petr Cornelie      | AG    | 2021-2022            | 1           | 1    | 53ª scelta al Draft NBA 2016 | Nato in Francia da padre francese e madre ceca                                                                                       |
| Nando de Colo      | P     | 2012-2014            | 2           | 2    | 53ª scelta al Draft NBA 2009 | |
| Bilal Coulibaly    | AP    | 2023-oggi            | 1           | 2    | 7ª scelta al Draft NBA 2023  | Nato in Francia, ha origini maliane                                                                                                  |
| Pacôme Dadiet      | AP/G  | 2024-oggi            | 1           | 1    | 25ª scelta al Draft NBA 2024 | |
| Moussa Diabaté     | AG    | 2022-oggi            | 2           | 3    | 11ª scelta al Draft NBA 2022 | |
| Boris Diaw         | AG    | 2003-2017            | 5           | 14   | 21ª scelta al Draft NBA 2003 | |
| Yakhouba Diawara   | AP    | 2006-2010            | 2           | 4    | Undrafted nel 2005           | |
| Ousmane Dieng      | P     | 2022-oggi            | 1           | 3    | 11ª scelta al Draft NBA 2022 | |
| Sekou Doumbouya    | AP    | 2019-2021            | 3           | 3    | 15ª scelta al Draft NBA 2019 | Nato in Guinea, è cresciuto in Francia.                                                                                              |
| Evan Fournier      | G     | 2012-2024            | 5           | 12   | 20ª scelta al Draft NBA 2012 | |
| Mickaël Gelabale   | AP    | 2006-2008; 2013      | 2           | 3    | 48ª scelta al Draft NBA 2005 | Nato in Guadalupa |
| Rudy Gobert        | C     | 2013-oggi            | 2           | 12   | 27ª scelta al Draft NBA 2013 | |
| Killian Hayes      | P     | 2020-2024            | 1           | 4    | 7ª scelta al Draft NBA 2020  | Nato negli USA, è cresciuto in Francia.                                                                                              |
| Jaylen Hoard       | AP/AG | 2019-2022            | 2           | 3    | Undrafted nel 2019           | Nato in Francia da padre statunitense.                                                                                               |
| William Howard     | AP    | 2019-2020            | 1           | 1    | Undrafted nel 2015           | |
| Damien Inglis      | AP    | 2014-2016            | 1           | 2    | 31ª scelta al Draft NBA 2014 | Nato nella Guyana francese. Nella stagione 2014-2015 non giocò nessuna partita in quanto giocò tutto l'anno in D-League              |
| Joffrey Lauvergne  | AG/C  | 2015-2018            | 4           | 4    | 55ª scelta al Draft NBA 2013 | |
| Timothé Luwawu     | G     | 2016-2022            | 5           | 6    | 24ª scelta al Draft NBA 2016 | |
| Ian Mahinmi        | C     | 2007-2020            | 4           | 13   | 28ª scelta al Draft NBA 2007 | Nella stagione 2008-2009 non giocò nessuna partita in quanto rimase per tutta la stagione in D-League                                |
| Théo Maledon       | P     | 2020-2024            | 3           | 4    | 43ª scelta al Draft NBA 2020 | |
| Jérôme Moïso       | AG    | 2000-2005            | 6           | 5    | 11ª scelta al Draft NBA 2000 | |
| Adam Mokoka        | G     | 2019-2021            | 1           | 2    | Undrafted nel 2019           | |
| Joakim Noah        | C     | 2007-2020            | 4           | 13   | 9ª scelta al Draft NBA 2007  | Nato negli USA da padre francese e madre svedese, cresciuto in Francia e negli USA, rappresenta la Francia a livello internazionale. |
| Frank Ntilikina    | P     | 2017-2024            | 3           | 7    | 8ª scelta al Draft NBA 2017  | Nato in Belgio da genitori ruandesi, cresciuto in Francia, naturalizzato francese.                                                   |
| Élie Okobo         | P     | 2018-2020            | 1           | 2    | 31ª scelta al Draft NBA 2018 | |
| Tony Parker        | P     | 2001-2019            | 2           | 18   | 28ª scelta al Draft NBA 2001 | Nato in Belgio da padre statunitense e madre olandese, cresciuto in Francia, naturalizzato francese                                  |
| Johan Petro        | C     | 2005-2013            | 5           | 8    | 25ª scelta al Draft NBA 2005 | |
| Mickaël Piétrus    | G     | 2003-2013            | 5           | 10   | 11ª scelta al Draft NBA 2003 | |
| Vincent Poirier    | C     | 2019-2021            | 2           | 2    | Undrafted nel 2015           | |
| Yves Pons          | G/AP  | 2021–2022            | 1           | 1    | Undrafted nel 2021           | Nato ad Haiti, cresciuto in Francia, naturalizzato francese.                                                                         |
| Rayan Rupert       | G     | 2023-oggi            | 1           | 2    | 43ª scelta al Draft NBA 2023 | |
| Antoine Rigaudeau  | P     | 2003                 | 1           | 1    | Undrafted nel 1993           | |
| Zaccharie Risacher | AP    | 2024-oggi            | 1           | 1    | 1ª scelta al Draft NBA 2024  | Nato in Spagna da Stéphane Risacher                                                                                                  |
| Tidjane Salaün     | AG/AP | 2024-oggi            | 1           | 1    | 6ª scelta al Draft NBA 2024  | |
| Alexandre Sarr     | G     | 2024-oggi            | 1           | 1    | 2ª scelta al Draft NBA 2024  | |
| Olivier Sarr       | G     | 2021-2022            | 1           | 1    | Undrafted nel 2021           | Nato in Francia da genitori senegalesi                                                                                               |
| Kevin Séraphin     | C     | 2010-2017            | 3           | 7    | 17ª scelta al Draft NBA 2010 | Nato nella Guyana francese |
| Pape Sy            | G     | 2010-2011            | 1           | 1    | 53ª scelta al Draft NBA 2010 | |
| Killian Tillie     | AG/C  | 2020-2022            | 1           | 2    | Undrafted nel 2020           | |
| Axel Toupane       | G     | 2016-2017; 2021      | 3           | 3    | Undrafted nel 2014           | |
| Armel Traoré       | AP    | 2024-oggi            | 1           | 1    | Undrafted nel 2024           | |
| Ronny Turiaf       | C     | 2006-2014            | 8           | 10   | 37ª scelta al Draft NBA 2005 | Nato in Martinica |
| Victor Wembanyama  | AG/C  | 2023-oggi            | 1           | 2    | 1ª scelta al Draft NBA 2023  | |
| Guerschon Yabusele | AG    | 2017-2019; 2024-oggi | 2           | 3    | 18ª scelta al Draft NBA 2016 | |

### Gabon
| Giocatore      | Ruolo | Carriera NBA | Team totali | Anni | Draft NBA                    | Note |
| -------------- | ----- | ------------ | ----------- | ---- | ---------------------------- | ---- |
| Stéphane Lasme | AG    | 2007-2008    | 2           | 1    | 46ª scelta al Draft NBA 2007 |      |
| Chris Silva    | AG    | 2019-2023    | 4           | 4    | Undrafted nel 2019           |      |

### Georgia
| Giocatore              | Ruolo | Carriera NBA         | Team totali | Anni | Draft NBA                    | Note                                                                                           |
| ---------------------- | ----- | -------------------- | ----------- | ---- | ---------------------------- | ---------------------------------------------------------------------------------------------- |
| Goga Bitadze           | C     | 2019-oggi            | 2           | 6    | 18ª scelta al Draft NBA 2019 |                                                                                                |
| Taurean Green          | P     | 2007-2008            | 2           | 1    | 52ª scelta al Draft NBA 2007 | Nato negli USA, naturalizzato georgiano.                                                       |
| Sandro Mamuk'elashvili | C/AG  | 2021-oggi            | 2           | 4    | 54ª scelta al Draft NBA 2021 | Nato negli USA da genitori georgiani, è cresciuto in Georgia.                                  |
| Zaza Pachulia          | C     | 2003-2019            | 6           | 16   | 42ª scelta al Draft NBA 2003 | Nato in URSS, rappresentò la Georgia a livello internazionale. Possiede la cittadinanza turca. |
| Jacob Pullen           | G     | 2017-2018            | 1           | 1    | Undrafted nel 2011           | Nato negli USA, naturalizzato georgiano.                                                       |
| Jeremy Richardson      | G     | 2007-2009            | 5           | 3    | Undrafted nel 2006           | Nato negli USA, naturalizzato georgiano.                                                       |
| Melvin Sanders         | G     | 2005-2006            | 1           | 1    | Undrafted nel 2003           | Nato negli USA, naturalizzato georgiano.                                                       |
| Tornik'e Shengelia     | AP    | 2012-2014            | 2           | 2    | 54ª scelta al Draft NBA 2012 | Nato in URSS                                                                                   |
| Vladimer St'epania     | C     | 1998-2004            | 4           | 6    | 27ª scelta al Draft NBA 1998 | Nato in URSS                                                                                   |
| Nik'oloz Tskit'ishvili | AG    | 2002-2006            | 4           | 4    | 5ª scelta al Draft NBA 2002  | Nato in URSS, rappresentò la Georgia a livello internazionale                                  |
| Shammond Williams      | P     | 1998-2004; 2006-2007 | 7           | 7    | 34ª scelta al Draft NBA 1998 | Nato negli USA, naturalizzato georgiano.                                                       |
| Luke Zeller            | C     | 2012-2013            | 1           | 1    | Undrafted nel 2009           | Nato negli USA, naturalizzato georgiano.                                                       |

### Germania
| Giocatore          | Ruolo | Carriera NBA | Team totali | Anni | Draft NBA                    | Note |
| ------------------ | ----- | ------------ | ----------- | ---- | ---------------------------- | --- |
| Uwe Blab           | C     | 1985-1990    | 3           | 5    | 17ª scelta al Draft NBA 1985 | Nato in Germania Ovest |
| Isaac Bonga        | G/AP  | 2018-2022    | 3           | 4    | 39ª scelta al Draft NBA 2018 | Nato in Germania da genitori congolesi. |
| Shawn Bradley      | C     | 1993-2005    | 3           | 12   | 2ª scelta al Draft NBA 1993  | Nato in Germania Ovest da genitori statunitensi, cresciuto negli USA, rappresentò la Germania a livello internazionale                          |
| Tristan da Silva   | AP/AG | 2024-oggi    | 1           | 1    | 18ª scelta al Draft NBA 2024 | Nato in Germania da padre brasiliano e madre tedesca                                                                                            |
| Frido Frey         | AP/AG | 1947         | 1           | 1    |                              | Nato nella Repubblica di Weimar, cresciuto negli USA                                                                                            |
| Elias Harris       | AP/AG | 2013         | 1           | 1    | Undrafted nel 2013           | Nato in Germania Ovest |
| Isaiah Hartenstein | AG    | 2018-oggi    | 6           | 7    | 43ª scelta al Draft NBA 2017 | Nato negli USA da padre tedesco e madre statunitense, si trasferì in Germania a 10 anni. Rappresenta la Germania a livello internazionale.      |
| Charlie Hoefer     | P     | 1946-1948    | 2           | 2    |                              | Nato nella Repubblica di Weimar, cresciuto negli USA                                                                                            |
| Ariel Hukporti     | C     | 2024-oggi    | 1           | 1    | 58ª scelta al Draft NBA 2024 | Nato in Germania da genitori togolesi. |
| Chris Kaman        | C     | 2003-2016    | 5           | 13   | 6ª scelta al Draft NBA 2003  | Nato negli USA da genitori statunitensi, per via delle origini venne naturalizzato tedesco, e rappresentò la Germania a livello internazionale. |
| Maximilian Kleber  | AG    | 2017-oggi    | 1           | 8    | Undrafted nel 2014           | |
| Dirk Nowitzki      | AG    | 1998-2019    | 1           | 21   | 9ª scelta al Draft NBA 1998  | Nato in Germania Ovest. È il giocatore straniero ad aver partecipato a più All-Star Game in assoluto (14).                                      |
| Tim Ohlbrecht      | AG    | 2013         | 1           | 1    | Undrafted nel 2010           | Nato in Germania Ovest |
| Tibor Pleiß        | C     | 2015-2016    | 1           | 1    | 31ª scelta al Draft NBA 2010 | Nato in Germania Ovest |
| Detlef Schrempf    | AP    | 1985-2001    | 4           | 16   | 8ª scelta al Draft NBA 1985  | Nato in Germania Ovest |
| Dennis Schröder    | P     | 2013-oggi    | 8           | 12   | 17ª scelta al Draft NBA 2013 | Nato in Germania da padre tedesco e madre gambiana.                                                                                             |
| Daniel Theis       | AG/C  | 2017-oggi    | 6           | 8    | Undrafted nel 2013           | |
| Franz Wagner       | AP    | 2021-oggi    | 1           | 4    | 8ª scelta al Draft NBA 2021  | |
| Moritz Wagner      | C     | 2018-oggi    | 4           | 7    | 25ª scelta al Draft NBA 2018 | |
| Christian Welp     | C     | 1987-1990    | 3           | 3    | 16ª scelta al Draft NBA 1987 | Nato in Germania Ovest |
| Paul Zipser        | G/AP  | 2016-2018    | 1           | 2    | 48ª scelta al Draft NBA 2016 | |

### Ghana
| Giocatore     | Ruolo | Carriera NBA | Team totali | Anni | Draft NBA                    | Note |
| ------------- | ----- | ------------ | ----------- | ---- | ---------------------------- | ---- |
| Ben Bentil    | AG    | 2017         | 1           | 1    | 51ª scelta al Draft NBA 2016 |      |
| Amida Brimah  | C     | 2021         | 1           | 1    | Undrafted nel 2017           |      |
| Nathan Mensah | C/AG  | 2023-2024    | 1           | 1    | Undrafted nel 2023           |      |

### Giamaica
| Giocatore         | Ruolo | Carriera NBA         | Team totali | Anni | Draft NBA                    | Note |
| ----------------- | ----- | -------------------- | ----------- | ---- | ---------------------------- | --- |
| Patrick Ewing Jr. | AP    | 2011                 | 1           | 1    | 43ª scelta al Draft NBA 2008 | Nato negli USA, naturalizzato giamaicano.                                                                                         |
| Roy Hibbert       | C     | 2008-2017            | 5           | 9    | 17ª scelta al Draft NBA 2008 | Nato negli USA da padre giamaicano e madre trinidadiana, rappresentò sia gli Stati Uniti che la Giamaica a livello internazionale |
| Omari Johnson     | AG/AP | 2018                 | 1           | 1    | Undrafted nel 2011           | Nato in Giamaica da genitori statunitensi                                                                                         |
| Jerome Jordan     | C     | 2011-2012; 2014-2015 | 2           | 2    | 44ª scelta al Draft NBA 2010 | |
| Josh Minott       | AP    | 2022-oggi            | 2           | 3    | 45ª scelta al Draft NBA 2022 | Nato negli USA, naturalizzato giamaicano.                                                                                         |
| Ryan Reid         | AG    | 2011-2012            | 1           | 1    | 57ª scelta al Draft NBA 2010 | Nato negli USA, naturalizzato giamaicano.                                                                                         |
| Nick Richards     | C     | 2020-oggi            | 2           | 5    | 42ª scelta al Draft NBA 2020 | |
| Rumeal Robinson   | P     | 1990-1994; 1996-1997 | 6           | 6    | 10ª scelta al Draft NBA 1990 | |
| Samardo Samuels   | AG    | 2010-2013            | 1           | 3    | Undrafted nel 2010           | |
| Wayne Sappleton   | AG    | 1984-1985            | 1           | 1    | 38ª scelta al Draft NBA 1982 | |
| Gary Voce         | AG    | 1989                 | 1           | 1    | Undrafted nel 1989           | Nato negli USA, naturalizzato giamaicano.                                                                                         |

### Giappone
| Giocatore     | Ruolo | Carriera NBA | Team totali | Anni | Draft NBA                    | Note                                      |
| ------------- | ----- | ------------ | ----------- | ---- | ---------------------------- | ----------------------------------------- |
| Nick Fazekas  | AG/C  | 2007-2008    | 2           | 1    | 34ª scelta al Draft NBA 2007 | Nato negli USA, naturalizzato giapponese. |
| Rui Hachimura | AG    | 2019-oggi    | 2           | 6    | 9ª scelta al Draft NBA 2019  | Nato in Giappone da padre beninese.       |
| Yuki Kawamura | P     | 2024-oggi    | 1           | 1    | Undrafted nel 2023           |                                           |
| J.R. Sakuragi | AP    | 1998-1999    | 1           | 1    | 56ª scelta al Draft NBA 1998 | Nato negli USA, naturalizzato giapponese  |
| Yūta Tabuse   | G     | 2004         | 1           | 1    | Undrafted nel 2002           |                                           |
| Yūta Watanabe | AP    | 2018-2023    | 5           | 6    | Undrafted nel 2018           |                                           |

### Giordania
| Giocatore               | Ruolo | Carriera NBA | Team totali | Anni | Draft NBA                    | Note                                    |
| ----------------------- | ----- | ------------ | ----------- | ---- | ---------------------------- | --------------------------------------- |
| Rondae Hollis-Jefferson | AP/AG | 2015-2021    | 3           | 6    | 23ª scelta al Draft NBA 2015 | Nato negli USA, naturalizzato giordano. |

### Gran Bretagna
| Giocatore         | Ruolo | Carriera NBA         | Team totali | Anni | Draft NBA                    | Note |
| ----------------- | ----- | -------------------- | ----------- | ---- | ---------------------------- | --- |
| John Amaechi      | AG/C  | 1995-1996; 1999-2003 | 3           | 5    | Undrafted nel 1995           | Nato negli USA da padre nigeriano e madre inglese, cresciuto in Inghilterra, naturalizzato britannico                                           |
| OG Anunoby        | AG/AP | 2017-oggi            | 2           | 8    | 23ª scelta al Draft NBA 2017 | Nati in Inghilterra da genitori nigeriani. |
| Robert Archibald  | C     | 2002-2004            | 4           | 2    | 31ª scelta al Draft NBA 2002 | Nato in Scozia, rappresentò sia la Scozia che il Gran Bretagna a livello internazionale                                                         |
| Steve Bucknall    | G     | 1989-1990            | 1           | 1    | Undrafted nel 1989           | |
| Luol Deng         | AP    | 2004-2019            | 5           | 15   | 7ª scelta al Draft NBA 2004  | Nato a Wau in Sudan (oggi Sudan del Sud), è cresciuto in Inghilterra e naturalizzato britannico                                                 |
| James Donaldson   | C     | 1980-1993; 1995      | 6           | 14   | 73ª scelta al Draft NBA 1979 | |
| Tosan Evbuomwan   | AP    | 2024-oggi            | 3           | 2    | Undrafted nel 2023           | |
| Ndudi Ebi         | C     | 2003-2005            | 1           | 2    | 26ª scelta al Draft NBA 2003 | Nato in Inghilterra da genitori nigeriani, cresciuto negli USA                                                                                  |
| Joel Freeland     | AG    | 2012-2015            | 1           | 3    | 30ª scelta al Draft NBA 2006 | |
| Ben Gordon        | G     | 2004-2015            | 4           | 11   | 3ª scelta al Draft NBA 2004  | Nato in Inghilterra da genitori giamaicani. Cresciuto negli USA, rappresentò sia gli Stati Uniti che la Gran Bretagna a livello internazionale. |
| Chris Harris      | G     | 1955-1956            | 2           | 1    | Undrafted nel 1955           | |
| Pops Mensah-Bonsu | AG    | 2006-2007; 2009-2011 | 5           | 4    | Undrafted nel 2006           | Nato in Inghilterra da genitori ghanesi. |
| B.J. Mullens      | C     | 2009-2014            | 4           | 5    | 24ª scelta al Draft NBA 2009 | Nato negli USA da madre britannica e padre statunitense, naturalizzato britannico.                                                              |

### Grecia
| Giocatore              | Ruolo | Carriera NBA         | Team totali | Anni | Draft NBA                    | Note                                                                                               |
| ---------------------- | ----- | -------------------- | ----------- | ---- | ---------------------------- | -------------------------------------------------------------------------------------------------- |
| Giannīs Antetokounmpo  | AP    | 2013-oggi            | 1           | 12   | 15ª scelta al Draft NBA 2013 | Nato in Grecia da genitori nigeriani, diventò cittadino greco nel 2013.                            |
| Kōstas Antetokounmpo   | AP    | 2018-2021            | 2           | 3    | 60ª scelta al Draft NBA 2018 | Nato in Grecia da genitori nigeriani, diventò cittadino greco nel 2013.                            |
| Thanasīs Antetokounmpo | AP    | 2016; 2019-2024      | 2           | 6    | 51ª scelta al Draft NBA 2014 | Nato in Grecia da genitori nigeriani, diventò cittadino greco nel 2013.                            |
| Nick Calathes          | P     | 2013-2015            | 1           | 2    | 45ª scelta al Draft NBA 2009 | Nato negli USA da padre greco e madre irlandese, naturalizzato greco.                              |
| Tyler Dorsey           | G     | 2017-2019; 2022-2023 | 3           | 3    | 41ª scelta al Draft NBA 2017 | Nato negli USA da genitori statunitensi, naturalizzato greco in quanto la madre ha origini greche. |
| Antōnīs Fōtsīs         | AG    | 2001-2002            | 1           | 1    | 47ª scelta al Draft NBA 2001 | |
| Andreas Glyniadakīs    | C     | 2006-2007            | 1           | 1    | 58ª scelta al Draft NBA 2003 | |
| Giōrgos Kalaitzakīs    | AP    | 2021–2022            | 2           | 1    | 60ª scelta al Draft NBA 2021 | |
| Kosta Koufos           | C     | 2008-2019            | 5           | 11   | 23ª scelta al Draft NBA 2008 | Nato negli USA da genitori greci, naturalizzato greco.                                             |
| Giōrgos Papagiannīs    | C     | 2016-2018            | 2           | 2    | 13ª scelta al Draft NBA 2016 | |
| Kōstas Papanikolaou    | AP    | 2014-2016            | 2           | 2    | 48ª scelta al Draft NBA 2012 | |
| Euthymīs Rentzias      | C     | 2002-2003            | 1           | 1    | 23ª scelta al Draft NBA 1996 | |
| Vasilīs Spanoulīs      | P     | 2006-2007            | 1           | 1    | 50ª scelta al Draft NBA 2004 | |
| Jake Tsakalidīs        | C     | 2001-2007            | 3           | 7    | 25ª scelta al Draft NBA 2000 | Nato a Rustavi in URSS (oggi Georgia), naturalizzato greco                                         |

### Guinea
| Giocatore      | Ruolo | Carriera NBA | Team totali | Anni | Draft NBA          | Note |
| -------------- | ----- | ------------ | ----------- | ---- | ------------------ | ---- |
| Mamadi Diakité | AP    | 2020-2024    | 4           | 4    | Undrafted nel 2020 |      |

### Guyana
| Giocatore      | Ruolo | Carriera NBA | Team totali | Anni | Draft NBA          | Note |
| -------------- | ----- | ------------ | ----------- | ---- | ------------------ | ---- |
| Rawle Marshall | AP    | 2005-2007    | 2           | 2    | Undrafted nel 2005 |      |
| Jason Miskiri  | G     | 1999         | 1           | 1    | Undrafted nel 1999 |      |

### Haiti
| Giocatore       | Ruolo | Carriera NBA    | Team totali | Anni | Draft NBA                    | Note                               |
| --------------- | ----- | --------------- | ----------- | ---- | ---------------------------- | ---------------------------------- |
| Yvon Joseph     | C     | 1985            | 1           | 1    | 36ª scelta al Draft NBA 1985 |                                    |
| Skal Labissière | C/AG  | 2016-2020       | 3           | 4    | 28ª scelta al Draft NBA 2016 |                                    |
| Olden Polynice  | C     | 1987-2001; 2003 | 5           | 15   | 8ª scelta al Draft NBA 1987  | Nato ad Haiti, cresciuto negli USA |

### Indonesia
| Giocatore      | Ruolo | Carriera NBA         | Team totali | Anni | Draft NBA          | Note                                       |
| -------------- | ----- | -------------------- | ----------- | ---- | ------------------ | ------------------------------------------ |
| Marques Bolden | AP    | 2020-2021; 2023-2024 | 2           | 3    | Undrafted nel 2019 | Nato negli USA, naturalizzato indonesiano. |

### Iran
| Giocatore     | Ruolo | Carriera NBA | Team totali | Anni | Draft NBA          | Note                                                                      |
| ------------- | ----- | ------------ | ----------- | ---- | ------------------ | ------------------------------------------------------------------------- |
| Hamed Haddadi | C     | 2008-2013    | 3           | 5    | Undrafted nel 2004 | Non giocò nessuna partita coi Raptors a causa di problemi col passaporto. |

### Irlanda
| Giocatore    | Ruolo | Carriera NBA         | Team totali | Anni | Draft NBA                    | Note                                    |
| ------------ | ----- | -------------------- | ----------- | ---- | ---------------------------- | --------------------------------------- |
| Pat Burke    | C     | 2002-2003; 2005-2007 | 2           | 3    | Undrafted nel 1997           |                                         |
| Cal Bowdler  | AG    | 1999-2002            | 1           | 3    | 17ª scelta al Draft NBA 1999 | Nato negli USA, naturalizzato irlandese |
| Marty Conlon | AG/C  | 1991-2000            | 8           | 9    | Undrafted nel 1990           | Nato negli USA, naturalizzato irlandese |
| Mike Hall    | AG    | 2007                 | 1           | 1    | Undrafted nel 2006           | Nato negli USA, naturalizzato irlandese |
| Ron Rowan    | AP    | 1987                 | 1           | 1    | 67ª scelta al Draft NBA 1986 | Nato negli USA, naturalizzato irlandese |

### Islanda
| Giocatore         | Ruolo | Carriera NBA         | Team totali | Anni | Draft NBA                    | Note |
| ----------------- | ----- | -------------------- | ----------- | ---- | ---------------------------- | ---- |
| Pétur Guðmundsson | C     | 1981-1982; 1986-1989 | 3           | 4    | 61ª scelta al Draft NBA 1981 |      |

### Isole Vergini americane
| Giocatore        | Ruolo | Carriera NBA | Team totali | Anni | Draft NBA                    | Note |
| ---------------- | ----- | ------------ | ----------- | ---- | ---------------------------- | --- |
| Raja Bell        | AP    | 2000-2013    | 7           | 13   | Undrafted nel 1999           | Nella stagione 2000-2001 non giocò nessuna partita con gli Spurs che lo tagliarono nell'aprile 2001.         |
| Charles Claxton  | C     | 1995         | 1           | 1    | 50ª scelta al Draft NBA 1994 | |
| Nicolas Claxton  | C     | 2019-oggi    | 1           | 6    | 31ª scelta al Draft NBA 2019 | Nato negli USA da padre delle Isole Vergini, rappresenta le Isole Vergini Americane a livello internazionale |
| David Vanterpool | AP    | 2001         | 1           | 1    | Undrafted nel 1995           | Nato negli USA, rappresentò le Isole Vergini Americane a livello internazionale                              |

### Isole Vergini britanniche
| Giocatore   | Ruolo | Carriera NBA | Team totali | Anni | Draft NBA          | Note |
| ----------- | ----- | ------------ | ----------- | ---- | ------------------ | ---- |
| D'Moi Hodge | G     | 2023-2024    | 1           | 1    | Undrafted nel 2023 |      |

### Israele
| Giocatore   | Ruolo | Carriera NBA | Team totali | Anni | Draft NBA                    | Note                                                        |
| ----------- | ----- | ------------ | ----------- | ---- | ---------------------------- | ----------------------------------------------------------- |
| Deni Avdija | G     | 2020-oggi    | 2           | 5    | 9ª scelta al Draft NBA 2020  | Nato in Israele da genitori serbi (tra cui il padre Zufer). |
| Omri Casspi | AP    | 2009-2019    | 7           | 10   | 23ª scelta al Draft NBA 2009 |                                                             |
| T.J. Leaf   | AG/AP | 2017-2021    | 2           | 4    | 18ª scelta al Draft NBA 2017 | Nato in Israele da genitori statunitensi.                   |
| Gal Mekel   | P     | 2013-2014    | 2           | 2    | Undrafted nel 2008           |                                                             |

### Lettonia
| Giocatore          | Ruolo | Carriera NBA | Team totali | Anni | Draft NBA                    | Note                                                                  |
| ------------------ | ----- | ------------ | ----------- | ---- | ---------------------------- | --------------------------------------------------------------------- |
| Dairis Bertāns     | AP    | 2019         | 1           | 1    | Undrafted nel 2011           | Nato in URSS, rappresenta la Lettonia a livello internazionale        |
| Dāvis Bertāns      | AP    | 2016-2024    | 5           | 8    | 42ª scelta al Draft NBA 2011 |                                                                       |
| Andris Biedriņš    | C     | 2004-2014    | 2           | 10   | 11ª scelta al Draft NBA 2004 | Nato in URSS, rappresentò la Lettonia a livello internazionale        |
| Rodions Kurucs     | AP    | 2018-2021    | 3           | 3    | 40ª scelta al Draft NBA 2018 |                                                                       |
| Anžejs Pasečņiks   | C     | 2019-2021    | 1           | 2    | 25ª scelta al Draft NBA 2017 |                                                                       |
| Kristaps Porziņģis | AG    | 2015-oggi    | 4           | 10   | 4ª scelta al Draft NBA 2015  | Non giocò nessuna partita nella stagione 2019-2020 per infortunio.    |
| Gundars Vētra      | G     | 1992-1993    | 1           | 1    | Undrafted nel 1989           | Nato in URSS, rappresentò l'Unione Sovietica a livello internazionale |

### Libano
| Giocatore      | Ruolo | Carriera NBA    | Team totali | Anni | Draft NBA                    | Note |
| -------------- | ----- | --------------- | ----------- | ---- | ---------------------------- | --- |
| Matt Freije    | AG/C  | 2004-2005; 2006 | 2           | 2    | 53ª scelta al Draft NBA 2004 | Nato negli USA, naturalizzato libanese                                                                              |
| Norvel Pelle   | C     | 2019-2022       | 6           | 3    | Undrafted nel 2014           | Nato ad Antigua e Barbuda e naturalizzato libanese, è emigrato prima nelle Isole Vergini Americane e poi negli USA. |
| Omari Spellman | AG    | 2018-2020       | 2           | 2    | 30ª scelta al Draft NBA 2018 | Nato negli USA, naturalizzato libanese                                                                              |
| Jackson Vroman | AG/C  | 2004-2006       | 2           | 2    | 31ª scelta al Draft NBA 2004 | Nato negli USA, naturalizzato libanese                                                                              |
| Loren Woods    | C     | 2001-2006; 2008 | 4           | 6    | 45ª scelta al Draft NBA 2001 | Nato negli USA, naturalizzato libanese                                                                              |

### Libia
| Giocatore     | Ruolo | Carriera NBA | Team totali | Anni | Draft NBA                    | Note                                 |
| ------------- | ----- | ------------ | ----------- | ---- | ---------------------------- | ------------------------------------ |
| Raed Elhamali | AG    | 2006         | 1           | 1    | 56ª scelta al Draft NBA 2002 | Nato negli USA, naturalizzato libico |
| Hesham Salem  | AG    | 2004         | 1           | 1    | Undrafted nel 2003           | Nato negli USA, naturalizzato libico |

### Lituania
| Giocatore                | Ruolo | Carriera NBA         | Team totali | Anni | Draft NBA                     | Note |
| ------------------------ | ----- | -------------------- | ----------- | ---- | ----------------------------- | --- |
| Martynas Andriuškevičius | C     | 2005-2007            | 2           | 2    | 44ª scelta al Draft NBA 2005  | Nato in URSS, rappresentò la Lituania a livello internazionale. Nella stagione 2006-2007 era nella rosa dei Bulls ma non giocò nessuna partita      |
| Iggy Brazdeikis          | AP    | 2019-2022            | 3           | 3    | 47ª scelta al Draft NBA 2019  | Nato in Lituania, naturalizzato canadese. Prima di giocare per la Lituania ha militato nelle giovanili del Canada                                   |
| Matas Buzelis            | AP    | 2024-oggi            | 1           | 1    | 11ª scelta al Draft NBA 2024  | Nato negli USA da genitori lituani |
| Žydrūnas Ilgauskas       | C     | 1996-2011            | 2           | 15   | 20ª scelta al Draft NBA 1996  | Nato in URSS, rappresentò la Lituania a livello internazionale. Nelle stagioni 1996-1997 e 1999-2000 non giocò nessuna partita a causa d'infortuni. |
| Šarūnas Jasikevičius     | P     | 2005-2007            | 2           | 2    | Undrafted nel 1998            | Nato in URSS, rappresentò la Lituania a livello internazionale                                                                                      |
| Linas Kleiza             | AG/AP | 2005-2009; 2010-2013 | 2           | 7    | 27ª scelta al Draft NBA 2005  | Nato in URSS, rappresentò la Lituania a livello internazionale                                                                                      |
| Arnoldas Kulboka         | AP    | 2021–2022            | 1           | 1    | 55ª scelta al Draft NBA 2018  | |
| Mindaugas Kuzminskas     | AP    | 2016-2017            | 1           | 2    | Undrafted nel 2011            | Nato in URSS, rappresenta la Lituania a livello internazionale                                                                                      |
| Arvydas Macijauskas      | G     | 2005-2006            | 1           | 1    | Undrafted nel 2002            | Nato in URSS, rappresentò la Lituania a livello internazionale                                                                                      |
| Šarūnas Marčiulionis     | G     | 1989-1997            | 4           | 8    | 127ª scelta al Draft NBA 1987 | Nato in URSS, rappresentò sia l'Unione Sovietica che la Lituania a livello internazionale                                                           |
| Donatas Motiejūnas       | AG    | 2012-2017; 2019      | 3           | 6    | 20ª scelta al Draft NBA 2011  | Nato in URSS, rappresenta la Lituania a livello internazionale                                                                                      |
| Arvydas Sabonis          | C     | 1995-2001; 2002-2003 | 1           | 7    | 24ª scelta al Draft NBA 1986  | Nato in URSS, rappresentò sia l'Unione Sovietica che la Lituania a livello internazionale                                                           |
| Domantas Sabonis         | AG/C  | 2016-oggi            | 3           | 9    | 11ª scelta al Draft NBA 2016  | Nato negli USA da genitori lituani (tra cui il padre Arvydas) rappresenta la Lituania a livello internazionale.                                     |
| Darius Songaila          | AG/C  | 2003-2011            | 5           | 8    | 50ª scelta al Draft NBA 2002  | Nato in URSS, rappresentò la Lituania a livello internazionale.                                                                                     |
| Deividas Sirvydis        | G     | 2020-2021            | 1           | 1    | 37ª scelta al Draft NBA 2019  | |
| Jonas Valančiūnas        | C     | 2012-oggi            | 4           | 13   | 5ª scelta al Draft NBA 2011   | |

### Macedonia del Nord
| Giocatore          | Ruolo | Carriera NBA | Team totali | Anni | Draft NBA                    | Note                                                                                  |
| ------------------ | ----- | ------------ | ----------- | ---- | ---------------------------- | ------------------------------------------------------------------------------------- |
| Pero Antić         | C     | 2013-2015    | 1           | 2    | Undrafted nel 2004           | Nato nella RSF Jugoslavia, rappresenta la Macedonia del Nord a livello internazionale |
| Ryan Stack         | AG    | 1998-2000    | 1           | 2    | 48ª scelta al Draft NBA 1998 | Nato negli USA, naturalizzato macedone                                                |
| Darius Washington  | P     | 2007         | 1           | 1    | Undrafted nel 2006           | Nato negli USA, naturalizzato macedone                                                |
| Shayne Whittington | C     | 2014-2016    | 1           | 2    | Undrafted nel 2015           | Nato negli USA, naturalizzato macedone                                                |
| Jacob Wiley        | AG    | 2017-2018    | 1           | 1    | Undrafted nel 2017           | Nato negli USA, naturalizzato macedone                                                |

### Mali
| Giocatore       | Ruolo | Carriera NBA         | Team totali | Anni | Draft NBA                    | Note |
| --------------- | ----- | -------------------- | ----------- | ---- | ---------------------------- | ---- |
| N'Faly Dante    | C     | 2024-oggi            | 1           | 1    | Undrafted nel 2024           |      |
| Cheick Diallo   | C     | 2016-2020; 2021-2022 | 3           | 5    | 33ª scelta al Draft NBA 2016 |      |
| Soumaila Samake | C     | 2000-2001; 2002      | 2           | 2    | 36ª scelta al Draft NBA 2000 |      |
| Adama Sanogo    | AG    | 2023-2025            | 1           | 2    | Undrafted nel 2023           |      |

### Messico
| Giocatore       | Ruolo | Carriera NBA | Team totali | Anni | Draft NBA                    | Note                                    |
| --------------- | ----- | ------------ | ----------- | ---- | ---------------------------- | --------------------------------------- |
| Lance Allred    | AG/C  | 2008         | 1           | 1    | Undrafted nel 2005           | Nato negli USA, naturalizzato messicano |
| Gustavo Ayón    | C     | 2011-2014    | 4           | 3    | Undrafted nel 2007           |                                         |
| Jorge Gutiérrez | P/G   | 2014-2016    | 3           | 3    | Undrafted nel 2012           |                                         |
| Jaime Jáquez    | AP    | 2023-oggi    | 1           | 2    | 18ª scelta al Draft NBA 2023 | Nato negli USA da genitori messicani    |
| Horacio Llamas  | C     | 1997-1998    | 1           | 2    | Undrafted nel 1996           |                                         |
| Eduardo Nájera  | AG    | 2000-2012    | 5           | 12   | 38ª scelta al Draft NBA 2000 |                                         |
| Juan Toscano    | AP    | 2020-2023    | 3           | 4    | Undrafted nel 2015           | Nato negli USA da genitori messicani    |

### Montenegro
| Giocatore        | Ruolo | Carriera NBA | Team totali | Anni | Draft NBA                    | Note |
| ---------------- | ----- | ------------ | ----------- | ---- | ---------------------------- | --- |
| Žarko Čabarkapa  | AG    | 2003-2006    | 2           | 3    | 17ª scelta al Draft NBA 2003 | Nato a Zrenjanin nella RSF Jugoslavia (oggi Serbia), rappresentò la Jugoslavia, la Serbia e Montenegro e il Montenegro a livello internazionale                      |
| Omar Cook        | P     | 2004-2005    | 2           | 2    | 31ª scelta al Draft NBA 2001 | Nato negli USA, naturalizzato montenegrino. |
| Quincy Douby     | G     | 2006-2009    | 2           | 3    | 19ª scelta al Draft NBA 2006 | Nato negli USA, naturalizzato montenegrino. Ha origini haitiane |
| Predrag Drobnjak | AG/C  | 2001-2005    | 3           | 4    | 48ª scelta al Draft NBA 1997 | Nato nella RSF Jugoslavia, rappresentò sia la Jugoslavia, che la Serbia e Montenegro e il Montenegro a livello internazionale                                        |
| Javonte Green    | G     | 2019-oggi    | 5           | 6    | Undrafted nel 2015           | Nato negli USA, naturalizzato montenegrino. |
| Nikola Peković   | C     | 2010-2017    | 1           | 7    | 31ª scelta al Draft NBA 2008 | Nato nella RSF di Jugoslavia, rappresentò sia la Serbia e Montenegro che il Montenegro a livello internazionale. Non giocò nessuna partita nella stagione 2016-2017. |
| Marko Simonović  | C     | 2021-2023    | 1           | 2    | 44ª scelta al Draft NBA 2020 | Nato nella RF Jugoslavia, rappresenta il Montenegro a livello internazionale                                                                                         |
| Slavko Vraneš    | C     | 2003-2004    | 2           | 2    | 39ª scelta al Draft NBA 2003 | Nato nella RSF Jugoslavia, rappresentò il Montenegro a livello internazionale                                                                                        |
| Nikola Vučević   | C     | 2011-oggi    | 3           | 14   | 16ª scelta al Draft NBA 2011 | Nato in Svizzera da genitori montenegrini, cresciuto in Belgio. Rappresenta il Montenegro a livello internazionale.                                                  |

### Nigeria
| Giocatore          | Ruolo | Carriera NBA         | Team totali | Anni | Draft NBA                    | Note |
| ------------------ | ----- | -------------------- | ----------- | ---- | ---------------------------- | --- |
| Precious Achiuwa   | AG    | 2020-oggi            | 3           | 5    | 20ª scelta al Draft NBA 2020 | |
| Josh Akognon       | P     | 2013                 | 1           | 1    | Undrafted nel 2009           | Nato negli USA da genitori nigeriani, rappresenta la Nigeria a livello internazionale. |
| Solomon Alabi      | C     | 2010-2012            | 1           | 2    | 50ª scelta al Draft NBA 2010 | |
| Peter Aluma        | C     | 1999                 | 1           | 1    | Undrafted nel 1997           | |
| Al-Farouq Aminu    | AP    | 2010-2022            | 7           | 12   | 8ª scelta al Draft NBA 2010  | Nato negli USA da genitori nigeriani, rappresenta la Nigeria a livello internazionale. |
| Kelenna Azubuike   | G     | 2007-2012            | 3           | 6    | Undrafted nel 2005           | Nato in Inghilterra da genitori nigeriani, cresciuto negli USA. Non ha la cittadinanza britannica |
| Udoka Azubuike     | C     | 2020-2022            | 2           | 4    | 27ª scelta al Draft NBA 2020 | |
| Charles Bassey     | C     | 2021-oggi            | 2           | 4    | 53ª scelta al Draft NBA 2021 | |
| Yinka Dare         | C     | 1994-1998            | 1           | 4    | 14ª scelta al Draft NBA 1994 | |
| Ike Diogu          | AG    | 2005-2012            | 7           | 7    | 9ª scelta al Draft NBA 2005  | Nato negli USA da genitori nigeriani, rappresenta la Nigeria a livello internazionale. Non giocò nessuna partita nella stagione 2009-2010 con gli Hornets. Firmò da free agent nel dicembre 2010 coi Clippers. |
| Obinna Ekezie      | C     | 1999-2002; 2005      | 5           | 4    | 37ª scelta al Draft NBA 1999 | |
| Festus Ezeli       | C     | 2012-2017            | 2           | 5    | 30ª scelta al Draft NBA 2012 | Non giocò nessuna partita nelle stagioni 2013-2014 e 2016-2017 a causa d'infortuni. |
| Michael Gbinije    | G     | 2016-2017            | 1           | 1    | 49ª scelta al Draft NBA 2016 | Nato negli USA da padre nigeriano e madre statunitense, rappresenta la Nigeria a livello internazionale. |
| Gani Lawal         | C     | 2010-2011            | 1           | 1    | 46ª scelta al Draft NBA 2010 | Nato negli USA da padre nigeriano e madre statunitense, rappresenta la Nigeria a livello internazionale. |
| Chimezie Metu      | AG    | 2018-2024            | 3           | 6    | 49ª scelta al Draft NBA 2018 | Nato negli USA da genitori nigeriani, rappresenta la Nigeria a livello internazionale. |
| Chima Moneke       | AG    | 2022-2023            | 1           | 1    | Undrafted nel 2018           | Nato in Nigeria, è cresciuto in Australia |
| Monté Morris       | AG    | 2017-oggi            | 5           | 8    | 51ª scelta al Draft NBA 2017 | Nato negli USA da genitori nigeriani |
| Jordan Nwora       | AP    | 2020-2024            | 3           | 4    | 45ª scelta al Draft NBA 2020 | Nato negli USA da padre nigeriano e madre statunitense, rappresenta la Nigeria a livello internazionale. |
| Julius Nwosu       | AG    | 1994-1995            | 1           | 1    | Undrafted nel 1993           | |
| Daniel Ochefu      | C     | 2016-2017            | 1           | 1    | Undrafted nel 2016           | Nato negli USA da genitori nigeriani, rappresenta la Nigeria a livello internazionale. |
| Jahlil Okafor      | C     | 2015-2021; 2025      | 5           | 7    | 3ª scelta al Draft NBA 2016  | Nato negli USA da padre nigeriano e madre statunitense, rappresenta la Nigeria a livello internazionale. |
| Josh Okogie        | G     | 2018-oggi            | 3           | 7    | 20ª scelta al Draft NBA 2018 | Nato in Nigeria, cresciuto negli USA, dopo avere rappresentato le selezioni giovanili statunitensi, rappresenta la Nigeria a livello internazionale.                                                           |
| KZ Okpala          | AP/AG | 2019-2022            | 1           | 3    | 32ª scelta al Draft NBA 2019 | Nato negli USA da genitori nigeriani, rappresenta la Nigeria a livello internazionale. |
| Michael Olowokandi | C     | 1998-2007            | 3           | 9    | 1ª scelta al Draft NBA 1998  | Nato in Nigeria, cresciuto in Inghilterra. |
| Miye Oni           | G/AP  | 2019-2022            | 2           | 3    | 58ª scelta al Draft NBA 2019 | Nato negli USA da genitori nigeriani, rappresenta la Nigeria a livello internazionale. Non giocò nessuna partita con i Pelicans nel 2022.                                                                      |
| Olumide Oyedeji    | C     | 2000-2003            | 2           | 3    | 42ª scelta al Draft NBA 2000 | |
| Ekpe Udoh          | C     | 2010-2015; 2017-2019 | 4           | 7    | 8ª scelta al Draft NBA 2010  | Nato negli USA da genitori nigeriani, rappresenta la Nigeria a livello internazionale. |
| Ime Udoka          | AP    | 2004; 2006-2011      | 5           | 7    | Undrafted nel 2000           | Nato negli USA da genitori nigeriani, rappresentò la Nigeria a livello internazionale |
| Ben Uzoh           | P     | 2010-2012            | 3           | 2    | Undrafted nel 2010           | Nato negli USA da genitori nigeriani, rappresenta la Nigeria a livello internazionale. |
| Gabe Vincent       | P     | 2020-oggi            | 2           | 6    | Undrafted nel 2018           | Nato negli USA da genitori nigeriani, rappresenta la Nigeria a livello internazionale. |

### Norvegia
| Giocatore    | Ruolo | Carriera NBA | Team totali | Anni | Draft NBA          | Note |
| ------------ | ----- | ------------ | ----------- | ---- | ------------------ | ---- |
| Torgeir Bryn | AG/C  | 1989         | 1           | 1    | Undrafted nel 1989 |      |

### Nuova Zelanda
| Giocatore    | Ruolo | Carriera NBA                    | Team totali | Anni | Draft NBA                    | Note |
| ------------ | ----- | ------------------------------- | ----------- | ---- | ---------------------------- | ---- |
| Steven Adams | C     | 2013-oggi                       | 4           | 11   | 12ª scelta al Draft NBA 2013 |      |
| Sean Marks   | AG/C  | 1998-2000; 2001-2003; 2004-2011 | 7           | 11   | 44ª scelta al Draft NBA 1998 |      |
| Kirk Penney  | G     | 2003; 2004-2005                 | 2           | 2    | Undrafted nel 2003           |      |

### Paesi Bassi
| Giocatore       | Ruolo | Carriera NBA | Team totali | Anni | Draft NBA                    | Note                                                      |
| --------------- | ----- | ------------ | ----------- | ---- | ---------------------------- | --------------------------------------------------------- |
| Jesse Edwards   | C     | 2024-oggi    | 1           | 1    | Undrafted nel 2024           |                                                           |
| Francisco Elson | C     | 2003-2012    | 6           | 9    | 41ª scelta al Draft NBA 1999 |                                                           |
| Dan Gadzuric    | C     | 2002-2012    | 4           | 10   | 33ª scelta al Draft NBA 2002 | Nato nei Paesi Bassi da madre serba e padre sanvicentino. |
| Geert Hammink   | C     | 1994-1996    | 2           | 3    | 26ª scelta al Draft NBA 1993 |                                                           |
| Malevy Leons    | AG    | 2024-oggi    | 1           | 1    | Undrafted nel 2024           |                                                           |
| Swen Nater      | C     | 1976-1984    | 4           | 8    | 16ª scelta al Draft NBA 1973 |                                                           |
| Quinten Post    | C     | 2024-oggi    | 1           | 1    | 52ª scelta al Draft NBA 2024 |                                                           |
| Rik Smits       | C     | 1988-2000    | 1           | 12   | 2ª scelta al Draft NBA 1988  |                                                           |

### Panama
| Giocatore       | Ruolo | Carriera NBA | Team totali | Anni | Draft NBA                    | Note |
| --------------- | ----- | ------------ | ----------- | ---- | ---------------------------- | --- |
| Lorenzo Charles | AP    | 1985-1986    | 1           | 1    | 41ª scelta al Draft NBA 1985 | Nato negli USA, naturalizzato panamense                                                                          |
| Gary Forbes     | AP    | 2010-2012    | 2           | 2    | Undrafted nel 2008           | |
| Rubén Garcés    | C     | 2000-2001    | 2           | 1    | Undrafted nel 1998           | |
| Stuart Gray     | C     | 1984-1991    | 3           | 7    | 29ª scelta al Draft NBA 1984 | Nato nella Zona del Canale di Panama (allora controllata dagli USA), rappresentò Panama a livello internazionale |

### Polonia
| Giocatore        | Ruolo | Carriera NBA | Team totali | Anni | Draft NBA                    | Note |
| ---------------- | ----- | ------------ | ----------- | ---- | ---------------------------- | --- |
| Marcin Gortat    | C     | 2007-2019    | 4           | 12   | 57ª scelta al Draft NBA 2005 | |
| Maciej Lampe     | C/AG  | 2003-2006    | 4           | 3    | 30ª scelta al Draft NBA 2003 | Nato in Polonia, cresciuto in Svezia, rappresenta la Polonia a livello internazionale. Possiede la cittadinanza svedese |
| Jeff Nordgaard   | AP    | 1997-1998    | 1           | 1    | 53ª scelta al Draft NBA 1996 | Nato negli USA, naturalizzato polacco.                                                                                  |
| Jeremy Sochan    | AG/C  | 2022-oggi    | 1           | 3    | 9ª scelta al Draft NBA 2022  | Nato negli USA, naturalizzato polacco.                                                                                  |
| Cezary Trybański | C     | 2002-2004    | 3           | 2    | Undrafted nel 2001           | |

### Porto Rico
| Giocatore        | Ruolo | Carriera NBA         | Team totali | Anni | Draft NBA                    | Note |
| ---------------- | ----- | -------------------- | ----------- | ---- | ---------------------------- | --- |
| Jose Alvarado    | P     | 2021-oggi            | 1           | 4    | Undrafted nel 2021           | Nato negli USA, naturalizzato portoricano                                                                                       |
| Carlos Arroyo    | P     | 2001-2008; 2009-2011 | 7           | 9    | Undrafted nel 2001           | |
| Renaldo Balkman  | AP/AG | 2006-2012            | 2           | 6    | 20ª scelta al Draft NBA 2006 | Nato negli USA, naturalizzato portoricano                                                                                       |
| José Barea       | P     | 2006-2020            | 2           | 14   | Undrafted nel 2006           | |
| Gian Clavell     | P     | 2017                 | 1           | 1    | Undrafted nel 2017           | |
| Tyler Davis      | C     | 2018                 | 1           | 1    | Undrafted nel 2018           | Nato negli USA, naturalizzato portoricano.                                                                                      |
| Guillermo Díaz   | G     | 2008                 | 1           | 1    | 52ª scelta al Draft NBA 2006 | |
| Aleem Ford       | AP    | 2021                 | 1           | 1    | Undrafted nel 2021           | |
| Moe Harkless     | AP    | 2012-oggi            | 6           | 10   | 15ª scelta al Draft NBA 2012 | Nato negli USA, naturalizzato portoricano.                                                                                      |
| John Holland     | G     | 2016; 2017-2018      | 2           | 3    | Undrafted nel 2011           | Nato negli USA, naturalizzato portoricano. Nella stagione 2015-2016 giocò 1 partita nei playoffs, ma nessuna in regular season. |
| Butch Lee        | P     | 1978-1980            | 3           | 2    | 10ª scelta al Draft NBA 1978 | |
| Shabazz Napier   | P     | 2014-2020            | 6           | 6    | 24ª scelta al Draft NBA 2014 | Nato negli USA, naturalizzato portoricano.                                                                                      |
| Piculín Ortiz    | AG    | 1988-1989            | 1           | 2    | 15ª scelta al Draft NBA 1987 | |
| Jaysean Paige    | P     | 2021-2022            | 1           | 1    | Undrafted nel 2016           | Nato negli USA, naturalizzato portoricano                                                                                       |
| Peter John Ramos | C     | 2004-2005            | 1           | 1    | 32ª scelta al Draft NBA 2004 | |
| Ramón Rivas      | AG    | 1988-1989            | 1           | 1    | Undrafted nel 1988           | |
| Daniel Santiago  | C     | 2000-2002; 2003-2005 | 2           | 4    | Undrafted nel 1998           | Nato negli USA, naturalizzato portoricano                                                                                       |
| Julian Strawther | P     | 2023-oggi            | 1           | 2    | 29ª scelta al Draft NBA 2023 | Nato negli USA, naturalizzato portoricano                                                                                       |
| Edwin Ubiles     | G     | 2012                 | 1           | 1    | Undrafted nel 2010           | Nato negli USA, naturalizzato portoricano                                                                                       |
| Tremont Waters   | P     | 2019-2022            | 3           | 3    | 51ª scelta al Draft NBA 2019 | Nato negli USA, naturalizzato portoricano                                                                                       |

### Portogallo
| Giocatore     | Ruolo | Carriera NBA | Team totali | Anni | Draft NBA                    | Note                                      |
| ------------- | ----- | ------------ | ----------- | ---- | ---------------------------- | ----------------------------------------- |
| Neemias Queta | C     | 2021-oggi    | 2           | 4    | 39ª scelta al Draft NBA 2021 | Nato in Portogallo da genitori guineensi. |

### Qatar
| Giocatore    | Ruolo | Carriera NBA    | Team totali | Anni | Draft NBA                    | Note                                    |
| ------------ | ----- | --------------- | ----------- | ---- | ---------------------------- | --------------------------------------- |
| Jarvis Hayes | AP    | 2003-2010       | 3           | 7    | 10ª scelta al Draft NBA 2003 | Nato negli USA, naturalizzato qatariota |
| Trey Johnson | G     | 2009; 2011-2012 | 4           | 3    | Undrafted nel 2007           | Nato negli USA, naturalizzato qatariota |

### Repubblica Ceca
| Giocatore        | Ruolo | Carriera NBA | Team totali | Anni | Draft NBA                    | Note                                                                    |
| ---------------- | ----- | ------------ | ----------- | ---- | ---------------------------- | ----------------------------------------------------------------------- |
| Vit Krejčí       | P/G   | 2021-2023    | 2           | 2    | 37ª scelta al Draft NBA 2020 |                                                                         |
| Tomáš Satoranský | P     | 2016-2022    | 4           | 6    | 32ª scelta al Draft NBA 2012 | Nato in Cecoslovacchia, rappresenta la Rep. Ceca livello internazionale |
| Jan Veselý       | AG    | 2011-2014    | 2           | 3    | 6ª scelta al Draft NBA 2011  | Nato in Cecoslovacchia, rappresenta la Rep. Ceca livello internazionale |
| Jiří Welsch      | G     | 2002-2006    | 4           | 4    | 16ª scelta al Draft NBA 2002 | Nato in Cecoslovacchia, rappresenta la Rep. Ceca livello internazionale |
| Jiří Zídek       | C     | 1995-1998    | 3           | 3    | 22ª scelta al Draft NBA 1995 | Nato in Cecoslovacchia, rappresentò la Rep. Ceca livello internazionale |

### Repubblica Democratica del Congo
| Giocatore        | Ruolo | Carriera NBA | Team totali | Anni | Draft NBA                    | Note                                                                                              |
| ---------------- | ----- | ------------ | ----------- | ---- | ---------------------------- | ------------------------------------------------------------------------------------------------- |
| Bismack Biyombo  | C     | 2011-2024    | 6           | 13   | 7ª scelta al Draft NBA 2011  | Nato nello Zaire                                                                                  |
| Christian Eyenga | AP    | 2010-2012    | 2           | 2    | 30ª scelta al Draft NBA 2009 | Nato nello Zaire                                                                                  |
| Jonathan Kuminga | AP/AG | 2021-oggi    | 1           | 3    | 7ª scelta al Draft NBA 2021  |                                                                                                   |
| Emmanuel Mudiay  | P     | 2015-2020    | 3           | 5    | 7ª scelta al Draft NBA 2015  | Nato nello Zaire                                                                                  |
| Dikembe Mutombo  | C     | 1991-2009    | 6           | 18   | 4ª scelta al Draft NBA 1991  | Nato nella Repubblica Democratica del Congo, cresciuto nello Zaire per buona parte della sua vita |
| Oscar Tshiebwe   | C     | 2023-oggi    | 2           | 2    | Undrafted nel 2023           |                                                                                                   |

### Repubblica Dominicana
| Giocatore                  | Ruolo | Carriera NBA         | Team totali | Anni | Draft NBA                    | Note                                                  |
| -------------------------- | ----- | -------------------- | ----------- | ---- | ---------------------------- | ----------------------------------------------------- |
| Ángel Delgado              | C     | 2018-2019            | 1           | 1    | Undrafted nel 2018           |                                                       |
| Chris Duarte               | G     | 2021-oggi            | 3           | 4    | 13ª scelta al Draft NBA 2021 | Nato in Repubblica Dominicana, è cresciuto in Canada. |
| Luis Flores                | G     | 2004-2005            | 2           | 1    | 55ª scelta al Draft NBA 2004 |                                                       |
| Francisco García Gutiérrez | G     | 2005-2014            | 2           | 10   | 23ª scelta al Draft NBA 2005 |                                                       |
| Al Horford                 | C     | 2007-oggi            | 4           | 18   | 3ª scelta al Draft NBA 2007  |                                                       |
| Tito Horford               | C     | 1998-1990; 1993      | 2           | 3    | 39ª scelta al Draft NBA 1988 |                                                       |
| Felipe López               | G     | 1998-2002            | 3           | 4    | 24ª scelta al Draft NBA 1998 |                                                       |
| Justin Minaya              | AP    | 2023-oggi            | 1           | 3    | Undrafted nel 2022           | Nato negli USA, naturalizzato dominicano.             |
| Luis Montero Carrasco      | G     | 2015-2016; 2017-2018 | 2           | 2    | Undrafted nel 2015           |                                                       |
| Lester Quiñones            | AP    | 2023-2023            | 2           | 3    | Undrafted nel 2022           | Nato negli USA, naturalizzato dominicano.             |
| Karl-Anthony Towns         | C     | 2015-oggi            | 2           | 10   | 1ª scelta al Draft NBA 2015  | Nato negli USA, naturalizzato dominicano.             |
| Charlie Villanueva         | AG    | 2005-2016            | 4           | 11   | 7ª scelta al Draft NBA 2005  | Nato negli USA, naturalizzato dominicano.             |

### Romania
| Giocatore        | Ruolo | Carriera NBA         | Team totali | Anni | Draft NBA                    | Note                                                   |
| ---------------- | ----- | -------------------- | ----------- | ---- | ---------------------------- | ------------------------------------------------------ |
| Gheorghe Mureșan | C     | 1993-1997; 1999-2000 | 2           | 6    | 30ª scelta al Draft NBA 1993 | A oggi è il giocatore più alto nella storia della NBA. |

### Russia
| Giocatore        | Ruolo | Carriera NBA         | Team totali | Anni | Draft NBA                    | Note |
| ---------------- | ----- | -------------------- | ----------- | ---- | ---------------------------- | --- |
| Sergej Bazarevič | P     | 1994                 | 1           | 1    | Undrafted nel 1987           | Nato in URSS, rappresentò la Russia a livello internazionale                                                                    |
| Joel Bolomboy    | AG    | 2016-2018            | 2           | 2    | 52ª scelta al Draft NBA 2016 | Nato in Ucraina da padre congolese e madre russa.                                                                               |
| Viktor Chrjapa   | AG    | 2004-2008            | 2           | 4    | 22ª scelta al Draft NBA 2004 | Nato Kiev in URSS (oggi Ucraina), rappresenta la Russia a livello internazionale                                                |
| Travis Hansen    | G/AP  | 2003-2004            | 1           | 1    | 37ª scelta al Draft NBA 2003 | Nato negli USA, naturalizzato russo.                                                                                            |
| Sergej Karasëv   | G     | 2013-2016            | 2           | 3    | 19ª scelta al Draft NBA 2013 | |
| Saša Kaun        | C     | 2015-2016            | 1           | 1    | 56ª scelta al Draft NBA 2008 | Nato in URSS, rappresentò la Russia a livello internazionale                                                                    |
| Andrej Kirilenko | AP/AG | 2001-2011; 2012-2015 | 4           | 13   | 24ª scelta al Draft NBA 1999 | Nato in URSS, rappresentò la Russia a livello internazionale. Possiede la cittadinanza statunitense.                            |
| Jaroslav Korolëv | AG    | 2005-2007            | 1           | 2    | 12ª scelta al Draft NBA 2005 | Nato in URSS |
| Kelly McCarty    | G     | 1998-1999            | 1           | 1    | Undrafted nel 1998           | Nato negli USA, naturalizzato russo.                                                                                            |
| Sergej Monja     | G/AP  | 2005-2006            | 2           | 1    | 23ª scelta al Draft NBA 2004 | Nato in URSS, rappresenta la Russia a livello internazionale                                                                    |
| Timofej Mozgov   | C     | 2010-2019            | 6           | 9    | Undrafted nel 2008           | Nato in URSS, rappresenta la Russia a livello internazionale. Non giocò nessuna partita nella stagione 2018-2019 per infortunio |
| Pavel Podkol'zin | C     | 2004-2006            | 1           | 2    | 21ª scelta al Draft NBA 2004 | Nato in URSS |
| Aleksej Šved     | G     | 2012-2015            | 4           | 3    | Undrafted nel 2010           | Nato in URSS, rappresenta la Russia a livello internazionale                                                                    |

### Senegal
| Giocatore       | Ruolo | Carriera NBA         | Team totali | Anni | Draft NBA                    | Note                                                                               |
| --------------- | ----- | -------------------- | ----------- | ---- | ---------------------------- | ---------------------------------------------------------------------------------- |
| Ibou Badji      | C     | 2023-2024            | 1           | 1    | Undrafted nel 2022           |                                                                                    |
| Gorgui Dieng    | C/AG  | 2013-2024            | 4           | 11   | 21ª scelta al Draft NBA 2013 |                                                                                    |
| DeSagana Diop   | C     | 2001-2013            | 4           | 12   | 8ª scelta al Draft NBA 2001  |                                                                                    |
| Tacko Fall      | C     | 2019-2022            | 2           | 3    | Undrafted nel 2019           |                                                                                    |
| Mouhamed Gueye  | C     | 2023-oggi            | 1           | 1    | 39ª scelta al Draft NBA 2023 |                                                                                    |
| Hamady N'Diaye  | C     | 2010-2012; 2013-2014 | 2           | 3    | 56ª scelta al Draft NBA 2010 |                                                                                    |
| Makhtar N'Diaye | AG    | 1999                 | 1           | 1    | Undrafted nel 1998           |                                                                                    |
| Mamadou N'Diaye | C     | 2000-2005            | 5           | 5    | 26ª scelta al Draft NBA 2000 |                                                                                    |
| Boniface Ndong  | C     | 2005-2006            | 1           | 1    | Undrafted nel 1999           |                                                                                    |
| Maurice Ndour   | AG    | 2016-2017            | 1           | 1    | Undrafted nel 2015           |                                                                                    |
| Georges Niang   | AG/AP | 2016-oggi            | 4           | 9    | 50ª scelta al Draft NBA 2016 | Nato negli USA da padre senegalese e madre statunitense, naturalizzato senegalese. |
| Cheikh Samb     | C     | 2007-2009            | 4           | 2    | 51ª scelta al Draft NBA 2006 |                                                                                    |
| Saer Sene       | AG    | 2006-2009            | 3           | 3    | 10ª scelta al Draft NBA 2006 |                                                                                    |
| Pape Sow        | AG    | 2004-2007            | 1           | 3    | 47ª scelta al Draft NBA 2004 |                                                                                    |

### Serbia
| Giocatore           | Ruolo | Carriera NBA | Team totali | Anni | Draft NBA                    | Note |
| ------------------- | ----- | ------------ | ----------- | ---- | ---------------------------- | --- |
| Miloš Babić         | AG    | 1990-1991    | 2           | 2    | 50ª scelta al Draft NBA 1990 | Nato nella RSF Jugoslavia |
| Nemanja Bjelica     | AG    | 2015-2022    | 4           | 7    | 35ª scelta al Draft NBA 2010 | Nato nella RSF Jugoslavia, rappresenta la Serbia a livello internazionale                                                                                  |
| Bogdan Bogdanović   | G     | 2017-oggi    | 2           | 8    | 27ª scelta al Draft NBA 2014 | Nato nella RF Jugoslavia, rappresenta la Serbia a livello internazionale                                                                                   |
| Radisav Ćurčić      | C     | 1992-1993    | 1           | 1    | Undrafted nel 1987           | Nato nella RSF Jugoslavia, rappresentò la Jugoslavia a livello internazionale                                                                              |
| Rastko Cvetković    | C     | 1995-1996    | 1           | 1    | Undrafted nel 1992           | Nato nella RSF Jugoslavia |
| Predrag Danilović   | G     | 1995-1997    | 2           | 2    | 43ª scelta al Draft NBA 1992 | Nato a Sarajevo nella RSF Jugoslavia (oggi Bosnia ed Erzegovina), rappresentò la Jugoslavia a livello internazionale                                       |
| Vlade Divac         | C     | 1989-2005    | 4           | 16   | 26ª scelta al Draft NBA 1989 | Nato nella RSF Jugoslavia, rappresentò la Jugoslavia a livello internazionale                                                                              |
| Aleksandar Đorđević | P     | 1996         | 1           | 1    | Undrafted nel 1989           | Nato nella RSF Jugoslavia, rappresentò la Jugoslavia a livello internazionale                                                                              |
| Marko Gudurić       | G     | 2019-2020    | 1           | 1    | Undrafted nel 2017           | Nato nella RF Jugoslavia, rappresenta la Serbia a livello internazionale                                                                                   |
| Mile Ilić           | C     | 2006-2007    | 1           | 1    | 43ª scelta al Draft NBA 2005 | Nato a Tuzla nella RSF Jugoslavia (oggi Bosnia-Erzegovina), rappresentò la Serbia e Montenegro e la Serbia a livello internazionale.                       |
| Marko Jarić         | G     | 2002-2009    | 3           | 8    | 30ª scelta al Draft NBA 2000 | Nato nella RSF Jugoslavia, rappresentò la RF Jugoslavia, la Serbia e Montenegro e la Serbia a livello internazionale                                       |
| Charles Jenkins     | P/G   | 2011-2013    | 2           | 2    | 44ª scelta al Draft NBA 2011 | Nato negli USA, naturalizzato serbo |
| Nikola Jokić        | C     | 2015-oggi    | 1           | 10   | 41ª scelta al Draft NBA 2014 | Nato nella RF Jugoslavia, rappresenta la Serbia a livello internazionale                                                                                   |
| Nikola Jović        | G/AP  | 2022-oggi    | 1           | 3    | 27ª scelta al Draft NBA 2022 | Nato in Inghilterra da padre serbo. |
| Nenad Krstić        | C     | 2004-2011    | 3           | 7    | 24ª scelta al Draft NBA 2002 | Nato nella RSF Jugoslavia, rappresentò la Serbia e Montenegro e la Serbia a livello internazionale                                                         |
| Ognjen Kuzmić       | C     | 2013-2015    | 1           | 2    | 52ª scelta al Draft NBA 2012 | Nato a Doboj nella RSF Jugoslavia (oggi Bosnia-Erzegovina), rappresenta la Serbia a livello internazionale                                                 |
| Boban Marjanović    | C     | 2015-2013    | 6           | 9    | Undrafted nel 2010           | Nato in RSFJugoslavia, rappresenta la Serbia a livello internazionale                                                                                      |
| Darko Miličić       | C     | 2003-2012    | 6           | 10   | 2ª scelta al Draft NBA 2003  | Nato nella RSF Jugoslavia, rappresentò la Serbia e Montenegro e la Serbia a livello internazionale                                                         |
| Vasilije Micić      | P/G   | 2023-oggi    | 2           | 2    | 52ª scelta al Draft NBA 2014 | Nato nella RF Jugoslavia |
| Nemanja Nedović     | P     | 2013-2014    | 1           | 2    | 30ª scelta al Draft NBA 2013 | Nato nella RSF Jugoslavia, rappresenta la Serbia a livello internazionale. Fu l'ultima chiamata al Draft della carriera da Commissario della NBA di Stern. |
| DeMarcus Nelson     | P/G   | 2008-2009    | 2           | 1    | Undrafted nel 2008           | Nato negli USA, naturalizzato serbo. |
| Marcus Paige        | P/G   | 2017-2018    | 1           | 1    | 55ª scelta al Draft NBA 2016 | Nato negli USA, naturalizzato serbo. |
| Žarko Paspalj       | AP    | 1989-1990    | 1           | 1    | Undrafted nel 1988           | Nato a Pljevlja nella RSF Jugoslavia (oggi Montenegro), rappresentò la Jugoslavia a livello internazionale                                                 |
| Aleksandar Pavlović | AP    | 2003-2013    | 7           | 10   | 19ª scelta al Draft NBA 2003 | Nato ad Antivari nella RSF Jugoslavia (oggi Montenegro), rappresentò la Serbia e Montenegro a livello internazionale                                       |
| Kosta Perović       | C     | 2007-2008    | 1           | 1    | 38ª scelta al Draft NBA 2006 | Nato a Osijek nella RSF Jugoslavia (oggi Croazia), rappresentò la Serbia e Montenegro e la Serbia a livello internazionale                                 |
| Filip Petrušev      | AG/C  | 2023-2024    | 2           | 1    | 50ª scelta al Draft NBA 2021 | Nato nella RF Jugoslavia |
| Aleksej Pokuševski  | AP/AG | 2020-2013    | 2           | 4    | 17ª scelta al Draft NBA 2020 | Nato nella RF Jugoslavia, rappresenta la Serbia a livello internazionale. Ha la cittadinanza greca.                                                        |
| Vladimir Radmanović | AG/AP | 2001-2013    | 7           | 12   | 12ª scelta al Draft NBA 2001 | Nato a Trebigne nella RSF Jugoslavia (oggi Bosnia-Erzegovina), rappresentò la Jugoslavia e la Serbia e Montenegro a livello internazionale                 |
| Miroslav Raduljica  | C     | 2013-2015    | 2           | 2    | Undrafted nel 2010           | Nato nella RSF Jugoslavia, rappresenta la Serbia a livello internazionale                                                                                  |
| Igor Rakočević      | G     | 2002-2003    | 1           | 1    | 51ª scelta al Draft NBA 2000 | Nato nella RSF Jugoslavia, rappresentò la RF Jugoslavia, la Serbia e Montenegro e la Serbia a livello internazionale                                       |
| Željko Rebrača      | C     | 2001-2007    | 3           | 6    | 54ª scelta al Draft NBA 1994 | Nato nella RSF Jugoslavia, rappresentò la Jugoslavia e la Serbia e Montenegro a livello internazionale.                                                    |
| Predrag Savović     | G     | 2002-2003    | 1           | 1    | Undrafted nel 2002           | Nato a Pola nella RSF Jugoslavia (oggi Croazia) |
| Alen Smailagić      | C     | 2019-2021    | 1           | 2    | 39ª scelta al Draft NBA 2019 | Nato nella RF Jugoslavia, rappresenta la Serbia a livello internazionale                                                                                   |
| Predrag Stojaković  | AP    | 1998-2011    | 5           | 13   | 14ª scelta al Draft NBA 1996 | Nato a Požega nella RSF Jugoslavia (oggi Croazia), rappresentò la Jugoslavia, la Serbia e Montenegro e la Serbia a livello internazionale                  |
| Dragan Tarlać       | C     | 2000-2001    | 1           | 1    | 31ª scelta al Draft NBA 1995 | Nato nella RSF Jugoslavia, rappresentò la Jugoslavia a livello internazionale                                                                              |
| Miloš Teodosić      | P     | 2017-2019    | 1           | 2    | Undrafted nel 2009           | Nato nella RSF Jugoslavia, rappresenta la Serbia a livello internazionale                                                                                  |
| Tristan Vukčević    | AG/C  | 2024-oggi    | 1           | 2    | 42ª scelta al Draft NBA 2023 | Nato in Italia da genitori serbi (tra cui il padre Dušan), rappresenta la Serbia livello internazionale.                                                   |

### Slovacchia
| Giocatore        | Ruolo | Carriera NBA | Team totali | Anni | Draft NBA                    | Note                                                                                                 |
| ---------------- | ----- | ------------ | ----------- | ---- | ---------------------------- | --- |
| Richard Petruška | AG/C  | 1993-1994    | 1           | 1    | 46ª scelta al Draft NBA 1993 | Nato in Cecoslovacchia, rappresentò sia la Cecoslovacchia che la Slovacchia a livello internazionale |

### Slovenia
| Giocatore           | Ruolo | Carriera NBA               | Team totali | Anni | Draft NBA                    | Note |
| ------------------- | ----- | -------------------------- | ----------- | ---- | ---------------------------- | --- |
| Primož Brezec       | C     | 2001-2008; 2009-2010       | 6           | 8    | 27ª scelta al Draft NBA 2000 | Nato nella RSF Jugoslavia, rappresentò la Slovenia a livello internazionale                                 |
| Vlatko Čančar       | AP    | 2019-oggi                  | 1           | 6    | 49ª scelta al Draft NBA 2017 | |
| Luka Dončić         | P     | 2018-oggi                  | 2           | 7    | 3ª scelta al Draft NBA 2018  | |
| Goran Dragić        | P     | 2008-2023                  | 6           | 15   | 45ª scelta al Draft NBA 2008 | Nato nella RSF Jugoslavia, rappresenta la Slovenia a livello internazionale                                 |
| Zoran Dragić        | G     | 2014-2015                  | 2           | 1    | Undrafted nel 2011           | Nato nella RSF Jugoslavia, rappresenta la Slovenia a livello internazionale                                 |
| Marko Milič         | AP    | 1997-1999                  | 1           | 2    | 33ª scelta al Draft NBA 1997 | Nato nella RSF Jugoslavia, rappresentò la Slovenia a livello internazionale                                 |
| Boštjan Nachbar     | AP    | 2002-2008                  | 3           | 6    | 15ª scelta al Draft NBA 2002 | Nato nella RSF Jugoslavia, rappresentò la Slovenia a livello internazionale                                 |
| Radoslav Nesterovič | C     | 1998-2010                  | 4           | 12   | 17ª scelta al Draft NBA 1998 | Nato nella RSF Jugoslavia, rappresentò la Slovenia a livello internazionale. Possiede la cittadinanza greca |
| Anthony Randolph    | AG    | 2008-2014                  | 4           | 6    | 14ª scelta al Draft NBA 2008 | Nato in Germania Ovest da genitori statunitensi, cresciuto negli USA, naturalizzato sloveno.                |
| Uroš Slokar         | AG    | 2006-2007                  | 1           | 1    | 58ª scelta al Draft NBA 2005 | Nato nella RSF Jugoslavia, rappresentò la Slovenia a livello internazionale                                 |
| Mike Tobey          | C     | 2017                       | 1           | 1    | Undrafted nel 2016           | Nato negli USA, naturalizzato sloveno.                                                                      |
| Beno Udrih          | P     | 2004-2017                  | 8           | 13   | 28ª scelta al Draft NBA 2004 | Nato nella RSF Jugoslavia, rappresentò la Slovenia a livello internazionale                                 |
| Saša Vujačić        | G     | 2004-2011; 2014; 2015-2017 | 4           | 10   | 27ª scelta al Draft NBA 2004 | Nato nella RSF Jugoslavia                                                                                   |

### Spagna
| Giocatore              | Ruolo | Carriera NBA         | Team totali | Anni | Draft NBA                    | Note                                                                             |
| ---------------------- | ----- | -------------------- | ----------- | ---- | ---------------------------- | -------------------------------------------------------------------------------- |
| Álex Abrines           | G     | 2016-2019            | 1           | 3    | 32ª scelta al Draft NBA 2013 |                                                                                  |
| Santi Aldama           | AG/C  | 2021-oggi            | 1           | 4    | 30ª scelta al Draft NBA 2021 |                                                                                  |
| Lorenzo Brown          | AG    | 2013-2016; 2017-2019 | 4           | 5    | 52ª scelta al Draft NBA 2013 | Nato negli USA, naturalizzato spagnolo.                                          |
| José Calderón          | P     | 2005-2019            | 7           | 14   | Undrafted nel 2003           |                                                                                  |
| Víctor Claver          | AG/AP | 2012-2015            | 1           | 3    | 22ª scelta al Draft NBA 2009 |                                                                                  |
| Rudy Fernández         | G     | 2008-2012            | 2           | 4    | 24ª scelta al Draft NBA 2007 |                                                                                  |
| Jorge Garbajosa        | AG    | 2006-2008            | 1           | 2    | Undrafted nel 1999           |                                                                                  |
| Usman Garuba           | AG/C  | 2021-2024            | 2           | 3    | 23ª scelta al Draft NBA 2021 | Nato in Spagna da genitori nigeriani.                                            |
| Marc Gasol             | C     | 2008-2021            | 3           | 13   | 48ª scelta al Draft NBA 2007 |                                                                                  |
| Pau Gasol              | C/AG  | 2001-2019            | 4           | 19   | 3ª scelta al Draft NBA 2001  |                                                                                  |
| Guillermo Hernangómez  | C     | 2016-2023            | 3           | 7    | 35ª scelta al Draft NBA 2015 |                                                                                  |
| Juancho Hernangómez    | AG/C  | 2016-2023            | 6           | 7    | 15ª scelta al Draft NBA 2016 |                                                                                  |
| Serge Ibaka            | AG    | 2009-2023            | 5           | 14   | 24ª scelta al Draft NBA 2008 | Nato nella Repubblica del Congo, naturalizzato spagnolo.                         |
| Raül López             | P     | 2002-2005            | 1           | 3    | 24ª scelta al Draft NBA 2001 | Nella stagione 2002-2003 non giocò nessuna partita per infortunio                |
| Fernando Martín        | C     | 1986-1987            | 1           | 1    | 38ª scelta al Draft NBA 1985 |                                                                                  |
| Nikola Mirotić         | AG    | 2014-2019            | 3           | 5    | 23ª scelta al Draft NBA 2011 | Nato a Podgorica nella RSF Jugoslavia (oggi Montenegro), naturalizzato spagnolo. |
| Juan Carlos Navarro    | G     | 2007-2008            | 1           | 1    | 39ª scelta al Draft NBA 2002 |                                                                                  |
| Sergio Rodríguez Gómez | P     | 2006-2010; 2016-2017 | 4           | 5    | 27ª scelta al Draft NBA 2006 |                                                                                  |
| Johnny Rogers          | AG    | 1986-1988            | 2           | 2    | 34ª scelta al Draft NBA 1986 | Nato negli USA, naturalizzato spagnolo                                           |
| Ricky Rubio            | P     | 2011-2024            | 5           | 13   | 5ª scelta al Draft NBA 2009  | Nella stagione 2021-2022 non giocò nessuna partita coi Pacers per infortunio     |

### Sudan
| Giocatore  | Ruolo | Carriera NBA | Team totali | Anni | Draft NBA                    | Note |
| ---------- | ----- | ------------ | ----------- | ---- | ---------------------------- | ---- |
| Bol Bol    | C     | 2019-oggi    | 3           | 6    | 44ª scelta al Draft NBA 2019 |      |
| Manute Bol | C     | 1985-1995    | 4           | 10   | 31ª scelta al Draft NBA 1985 |      |

### Sudan del Sud
| Giocatore       | Ruolo | Carriera NBA | Team totali | Anni | Draft NBA                    | Note |
| --------------- | ----- | ------------ | ----------- | ---- | ---------------------------- | --- |
| Wenyen Gabriel  | AG    | 2018-2024    | 7           | 6    | Undrafted nel 2018           | Nato in Sudan, cresciuto negli USA. Non giocò nessuna partita nella stagione 2018-2019                                            |
| Deng Gai        | AG    | 2005         | 1           | 1    | Undrafted nel 2005           | Nato in Sudan, oggi Sudan del Sud                                                                                                 |
| Carlik Jones    | P     | 2021-2023    | 3           | 2    | Undrafted nel 2021           | Nato negli USA, naturalizzato sudsudanese                                                                                         |
| Mangok Mathiang | AG    | 2017-2018    | 1           | 1    | Undrafted nel 2017           | Nato a Giuba in Sudan (oggi nel Sudan del Sud), dopo avere rappresentato l'Australia ha scelto di rappresentare il Sudan del Sud. |
| Marial Shayok   | G     | 2019-2020    | 1           | 1    | 54ª scelta al Draft NBA 2019 | Nato in Canada da genitori sudanesi, dopo avere giocato per le giovanili canadesi ha scelto di rappresentare il Sudan del Sud.    |
| JT Thor         | AG    | 2021-oggi    | 2           | 4    | 37ª scelta al Draft NBA 2019 | Nato negli USA, rappresenta il Sudan del Sud                                                                                      |

### Svezia
| Giocatore      | Ruolo | Carriera NBA | Team totali | Anni | Draft NBA                    | Note |
| -------------- | ----- | ------------ | ----------- | ---- | ---------------------------- | --- |
| Jonas Jerebko  | AG    | 2009-2019    | 4           | 10   | 39ª scelta al Draft NBA 2009 | Nato in Svezia da padre statunitense. Saltò tutta la stagione 2010-2011 a causa di un infortunio al tendine d'achille. |
| Bobi Klintman  | AP    | 2024-oggi    | 1           | 1    | 37ª scelta al Draft NBA 2024 | |
| Pelle Larsson  | AP    | 2024-oggi    | 1           | 1    | 44ª scelta al Draft NBA 2024 | |
| Jeffery Taylor | G     | 2012-2015    | 1           | 3    | 31ª scelta al Draft NBA 2012 | Nato in Svezia da padre statunitense e madre svedese, ha il passaporto statunitense.                                   |

### Svizzera
| Giocatore       | Ruolo | Carriera NBA | Team totali | Anni | Draft NBA                    | Note |
| --------------- | ----- | ------------ | ----------- | ---- | ---------------------------- | ---- |
| Clint Capela    | C     | 2014-oggi    | 2           | 11   | 25ª scelta al Draft NBA 2014 |      |
| Thabo Sefolosha | AP/G  | 2006-2020    | 5           | 14   | 13ª scelta al Draft NBA 2006 |      |

### Tanzania
| Giocatore       | Ruolo | Carriera NBA | Team totali | Anni | Draft NBA                   | Note |
| --------------- | ----- | ------------ | ----------- | ---- | --------------------------- | ---- |
| Hasheem Thabeet | C     | 2009-2014    | 4           | 5    | 2ª scelta al Draft NBA 2009 |      |

### Trinidad e Tobago
| Giocatore              | Ruolo | Carriera NBA | Team totali | Anni | Draft NBA                    | Note                                                             |
| ---------------------- | ----- | ------------ | ----------- | ---- | ---------------------------- | ---------------------------------------------------------------- |
| DeVaughn Akoon-Purcell | G/AP  | 2018         | 1           | 1    | Undrafted nel 2018           | Nato negli USA da genitori statunitensi di origini trinidadiane. |
| Ken Charles            | G     | 1973-1977    | 2           | 5    | 38ª scelta al Draft NBA 1973 |                                                                  |

### Tunisia
| Giocatore   | Ruolo | Carriera NBA | Team totali | Anni | Draft NBA          | Note |
| ----------- | ----- | ------------ | ----------- | ---- | ------------------ | ---- |
| Salah Mejri | C     | 2015-2019    | 1           | 4    | Undrafted nel 2008 |      |

### Turchia
| Giocatore        | Ruolo | Carriera NBA         | Team totali | Anni | Draft NBA                    | Note |
| ---------------- | ----- | -------------------- | ----------- | ---- | ---------------------------- | --- |
| Furkan Aldemir   | AG    | 2014-2015            | 1           | 1    | 52ª scelta al Draft NBA 2012 | |
| Ömer Aşık        | C     | 2010-2018            | 3           | 9    | 36ª scelta al Draft NBA 2008 | |
| Onuralp Bitim    | AP    | 2023-2024            | 1           | 1    | Undrafted nel 2021           | |
| Adem Bona        | AG    | 2024-oggi            | 1           | 1    | 41ª scelta al Draft NBA 2024 | Nato in Nigeria, naturalizzato turco |
| Semih Erden      | C     | 2010-2012            | 2           | 2    | 60ª scelta al Draft NBA 2008 | |
| Ersan İlyasova   | AG    | 2005-2007; 2009-2021 | 8           | 15   | 36ª scelta al Draft NBA 2005 | Nella stagione 2005-2006 non giocò nessuna partita in quanto giocò per tutto l'anno in D-League. Non giocò nessuna gara nella stagione 2021-2022 |
| Enes Kanter      | C     | 2011-2022            | 5           | 11   | 3ª scelta al Draft NBA 2011  | Nato in Svizzera da genitori turchi, rappresentò la Turchia a livello internazionale                                                             |
| Furkan Korkmaz   | G     | 2017-2024            | 1           | 7    | 26ª scelta al Draft NBA 2016 | |
| İbrahim Kutluay  | G     | 2004-2005            | 1           | 1    | Undrafted nel 1996           | |
| Shane Larkin     | C/AG  | 2013-2016; 2017-2018 | 3           | 10   | 18ª scelta al Draft NBA 2013 | Nato negli USA, naturalizzato turco. |
| Mehmet Okur      | C/AG  | 2002-2012            | 3           | 10   | 37ª scelta al Draft NBA 2001 | |
| Cedi Osman       | G/AP  | 2017-2024            | 2           | 7    | 31ª scelta al Draft NBA 2015 | Nato in Macedonia da padre turco e madre bosniaca, è cresciuto in Bosnia-Erzegovina e rappresenta la Turchia a livello internazionale.           |
| Alperen Şengün   | C     | 2021-oggi            | 1           | 4    | 16ª scelta al Draft NBA 2021 | |
| Mirsad Türkcan   | AG    | 1999-2000            | 2           | 1    | 18ª scelta al Draft NBA 1998 | Nato a Novi Pazar nella RFS Jugoslavia (oggi Serbia), naturalizzato turco                                                                        |
| Hidayet Türkoğlu | AG/AP | 2000-2015            | 6           | 15   | 16ª scelta al Draft NBA 2000 | |
| Ömer Yurtseven   | C     | 2021-2024            | 2           | 4    | Undrafted nel 2020           | Nato in Uzbekistan da genitori turchi |

### Ucraina
| Giocatore             | Ruolo | Carriera NBA | Team totali | Anni | Draft NBA                     | Note                                                                                        |
| --------------------- | ----- | ------------ | ----------- | ---- | ----------------------------- | ------------------------------------------------------------------------------------------- |
| Kyrylo Fesenko        | C     | 2007-2012    | 2           | 5    | 38ª scelta al Draft NBA 2007  | Nato in URSS, rappresenta l'Ucraina a livello internazionale                                |
| Pooh Jeter            | P     | 2010-2011    | 1           | 1    | Undrafted nel 2006            | Nato negli USA, naturalizzato ucraino.                                                      |
| V"jačeslav Kravcov    | C     | 2012-2014    | 2           | 2    | Undrafted nel 2009            | Nato in URSS, rappresenta l'Ucraina a livello internazionale                                |
| Alex Len'             | C     | 2013-oggi    | 5           | 12   | 5ª scelta al Draft NBA 2013   |                                                                                             |
| Stanislav Medvedenko  | AG    | 2000-2007    | 2           | 7    | Undrafted nel 1998            | Nato in URSS, rappresentò l'Ucraina a livello internazionale                                |
| Svjatoslav Mychajljuk | G     | 2018-oggi    | 8           | 7    | 44ª scelta al Draft NBA 2018  |                                                                                             |
| Oleksij Pečerov       | C     | 2007-2010    | 2           | 3    | 18ª scelta al Draft NBA 2006  | Nato in URSS, rappresenta l'Ucraina a livello internazionale                                |
| Vitalij Potapenko     | C     | 1996-2007    | 4           | 11   | 12ª scelta al Draft NBA 1996  | Nato in URSS, rappresentò l'Ucraina a livello internazionale                                |
| Dmytro Skapincev      | C     | 2023-2024    | 1           | 1    | Undrafted nel 2020            |                                                                                             |
| Oleksandr Volkov      | AG    | 1989-1992    | 1           | 3    | 134ª scelta al Draft NBA 1989 | Nato a Omsk in URSS (oggi Russia), rappresentò l'Unione Sovietica a livello internazionale. |

### Uganda
| Giocatore      | Ruolo | Carriera  | Team | Anni | Draft NBA          | Note                                   |
| -------------- | ----- | --------- | ---- | ---- | ------------------ | -------------------------------------- |
| Brandon Davies | C     | 2013-2015 | 2    | 2    | Undrafted nel 2013 | Nato negli USA, naturalizzato ugandese |
| Ish Wainright  | AG    | 2021-2024 | 2    | 3    | Undrafted nel 2017 | Nato negli USA, naturalizzato ugandese |

### Ungheria
| Giocatore    | Ruolo | Carriera NBA | Team totali | Anni | Draft NBA          | Note |
| ------------ | ----- | ------------ | ----------- | ---- | ------------------ | ---- |
| Kornél Dávid | AG    | 1999-2001    | 4           | 3    | Undrafted nel 1993 |      |

### Uruguay
| Carriera        | Ruolo | Carriera NBA | Team totali | Anni | Draft NBA          | Note |
| --------------- | ----- | ------------ | ----------- | ---- | ------------------ | ---- |
| Esteban Batista | C     | 2005-2007    | 1           | 2    | Undrafted nel 2005 |      |

### Venezuela
| Giocatori             | Ruolo | Carriera NBA | Team totali | Anni | Draft NBA                    | Note                                              |
| --------------------- | ----- | ------------ | ----------- | ---- | ---------------------------- | ------------------------------------------------- |
| Carl Herrera          | AG    | 1991-1999    | 4           | 8    | 30ª scelta al Draft NBA 1990 | Nato a Trinidad e Tobago, cresciuto in Venezuela. |
| Askia Jones           | G     | 1994         | 1           | 1    | Undrafted nel 1994           | Nato negli USA, naturalizzato venezuelano.        |
| Harold Keeling        | P     | 1986         | 1           | 1    | 63ª scelta al Draft NBA 1985 | Nato negli USA, naturalizzato venezuelano.        |
| Donta Smith           | G     | 2004-2006    | 1           | 2    | 34ª scelta al Draft NBA 2004 | Nato negli USA, naturalizzato venezuelano.        |
| Óscar Torres Martínez | AP    | 2001-2002    | 2           | 2    | Undrafted nel 1998           |                                                   |
| Greivis Vásquez       | P     | 2010-2016    | 6           | 7    | 28ª scelta al Draft NBA 2010 |                                                   |

## Vincitori dell'anello

### Individuale
- 4 anelli: Emanuel Ginobili (Argentina); Tony Parker (Francia)
- 3 anelli: Luc Longley (Australia); Rick Fox, Bill Wennington (Canada); Toni Kukoč (Croazia)
- 2 anelli: Mychal Thompson (Bahamas); DJ Mbenga (Belgio); Joel Anthony, Chris Boucher, Mike Smrek (Canada); Zaza Pachulia (Georgia); Beno Udrih, Saša Vujačić (Slovenia); Pau Gasol (Spagna); Stanislav Medvedenko (Ucraina); Carl Herrera (Venezuela); Thanasīs Antetokounmpo (Grecia);
- 1 anello: Fabricio Oberto (Argentina); Aron Baynes, Andrew Bogut, Andrew Gaze, Jack White, Matthew Dellavedova, Patty Mills, Alexander Ducas (Australia); Ajay Mitchell (Belgio); Leandro Barbosa, Tiago Splitter (Brasile); Pascal Siakam (Camerun); Lars Hansen, Cory Joseph, Tristan Thompson, Andrew Wiggins, Jamal Murray, Oshae Brissett, Shai Gilgeous-Alexander, Luguentz Dort (Canada); Mengke Bateer, Sun Yue (Cina); Žan Tabak (Croazia); Rodrigue Beaubois, Boris Diaw, Ian Mahinmi, Ronny Turiaf, Axel Toupane, Ousmane Dieng (Francia); Dirk Nowitzki, Isaiah Hartenstein (Germania); Kostas Antetokounmpo, Giannīs Antetokounmpo (Grecia); Mamadi Diakité (Guinea); Omri Casspi[179] (Israele); Marco Belinelli (Italia); Kristaps Porziņģis (Lettonia); Juan Toscano (Messico); Festus Ezeli, Jordan Nwora (Nigeria); Sean Marks (Nuova Zelanda); Francisco Elson (Paesi Bassi); Butch Lee, José Barea (Porto Rico); Neemias Queta (Portogallo); OG Anunoby (Gran Bretagna); Jonathan Kuminga (RD Congo); Al Horford (Repubblica Dominicana); Timofej Mozgov, Saša Kaun (Russia); Darko Miličić, Predrag Stojaković, Ognjen Kuzmić, Nemanja Bjelica, Nikola Jokić, Nikola Topić[180] (Serbia); Richard Petruška (Slovacchia); Radoslav Nesterovič, Vlatko Čančar (Slovenia); Marc Gasol, Serge Ibaka (Spagna); Mehmet Okur (Turchia); Svjatoslav Mychajljuk (Ucraina)

### Per squadra
I San Antonio Spurs sono la squadra che in assoluto ha portato alla vittoria del titolo più stranieri (14).
- Philadelphia 76ers: 0
- Milwaukee Bucks: 5 Axel Toupane, Giannīs Antetokounmpo, Thanasīs Antetokounmpo, Mamadi Diakité, Jordan Nwora (2021)
- Chicago Bulls: 3 Luc Longley, Bill Wennington, Toni Kukoč (1996, 1997, 1998)
- Cleveland Cavaliers: 4 Matthew DellaVedova, Tristan Thompson, Timofej Mozgov, Saša Kaun (2016)
- Boston Celtics: 5 Oshae Brissett, Kristaps Porziņģis, Neemias Queta, Al Horford, Svjatoslav Mychajljuk (2024)
- Los Angeles Clippers: 0
- Memphis Grizzlies: 0
- Atlanta Hawks: 0
- Miami Heat: 2 Joel Anthony (2012, 2013), Ronny Turiaf (2012)
- Charlotte Hornets: 0
- Utah Jazz: 0
- Sacramento Kings: 0
- New York Knicks: 0
- Los Angeles Lakers: 7 Butch Lee (1980), Rick Fox, Stanislav Medvedenko (2001, 2002), Sun Yue (2009), Pau Gasol, Saša Vujačić (2009, 2010), Thanasīs Antetokounmpo (2020)
- Orlando Magic: 0
- Dallas Mavericks: 5 Dirk Nowitzki, Ian Mahinmi, Predrag Stojaković, JJ Barea, Rodrigue Beaubois (2011)
- Brooklyn Nets: 0
- Denver Nuggets: 4 Jack White, Jamal Murray, Nikola Jokić, Vlatko Čančar (2023)
- Indiana Pacers: 0
- New Orleans Pelicans: 0
- Detroit Pistons: 2 Darko Miličić, Mehmet Okur (2004)
- Toronto Raptors: 5 OG Anunoby, Serge Ibaka, Marc Gasol, Chris Boucher, Pascal Siakam (2019)
- Houston Rockets: 3 Carl Herrera (1994, 1995), Richard Petruška (1994), Žan Tabak (1995)
- San Antonio Spurs: 14 Andrew Gaze (1999), Emanuel Ginóbili, Tony Parker (2003, 2005, 2007, 2014), Mengke Bateer (2003), Sean Marks, Radoslav Nesterovič (2005), Beno Udrih (2005, 2007) Francisco Elson (2007), Patty Mills, Aron Baynes, Tiago Splitter, Cory Joseph, Boris Diaw, Marco Belinelli (2014)
- Phoenix Suns: 0
- Oklahoma City Thunder: 8 Lars Hansen (quando la franchigia si chiamava Seattle SuperSonics nel 1979), Alexander Ducas, Ajay Mitchell, Shai Gilgeous-Alexander, Luguentz Dort, Ousmane Dieng, Isaiah Hartenstein, Nikola Topić[180] (2025)
- Minnesota Timberwolves: 0
- Portland Trail Blazers: 0
- Golden State Warriors: 12 Leandro Barbosa, Andrew Bogut, Festus Ezeli, Ognjen Kuzmić (2015), Zaza Pachulia (2017, 2018), Chris Boucher, Omri Casspi (2018),[179] Andrew Wiggins, Juan Toscano, Jonathan Kuminga, Nemanja Bjelica (2022)
- Washington Wizards: 0

## Membri della Naismith Memorial Basketball Hall Of Fame
- Argentina: 1 Emanuel Ginóbili
- Canada: 1 Bob Houbregs
- Cina: 1 Yao Ming
- Croazia: 3 Toni Kukoč, Dražen Petrović, Dino Rađa
- Francia: 1 Tony Parker
- Germania: 1 Dirk Nowitzki
- Lituania: 2 Šarūnas Marčiulionis, Arvydas Sabonis
- RD del Congo: 1 Dikembe Mutombo
- Serbia: 1 Vlade Divac
- Spagna: 1 Pau Gasol

## Prime scelte assolute al Draft
- Mychal Thompson 1978;
- Michael Olowokandi 1998;
- Yao Ming 2002;
- Andrew Bogut 2005;[181]
- Andrea Bargnani 2006;
- Anthony Bennett 2013;
- Andrew Wiggins 2014;
- Karl-Anthony Towns 2015;
- Ben Simmons 2016;
- Deandre Ayton 2018;
- Victor Wembanyama 2023

Per quanto riguarda i continenti, dall'America (Stati Uniti esclusi) sono arrivate 5 prime scelte straniere (2 dal Canada e dalle Bahamas e 1 dalla Repubblica Dominicana), 2 sono arrivate dall'Oceania (entrambe dall'Australia), 1 dall'Africa (Nigeria) e 2 dall'Europa (1 dall'Italia e 1 dalla Francia).
A livello di paesi, quelli più rappresentati al riguardo sono l'Australia e il Canada (2 prime scelta). Andando nel dettaglio, potremmo considerare anche la Nigeria in quanto Hakeem Olajuwon fu la prima scelta assoluta al Draft NBA 1984 e all'epoca era nigeriano; questo perché nel 1993 diventò naturalizzato statunitense.
Yao Ming, Andrea Bargnani e Victor Wembanyama sono gli unici tre stranieri selezionati alla prima scelta assoluta al Draft che non si sono formati negli Stati Uniti (tutti gli altri stranieri scelti alla prima chiamata hanno frequentato i vari College degli Stati Uniti).

## Vincitori dell'MVP delle NBA Finals
- Tony Parker 2007;
- Dirk Nowitzki 2011
- Giannīs Antetokounmpo 2021
- Nikola Jokić 2023;
- Shai Gilgeous-Alexander 2025

## Vincitori dell'MVP della stagione regolare
- Steve Nash 2005, 2006;[184]
- Dirk Nowitzki 2007;[185]
- Giannīs Antetokounmpo 2019, 2020;
- Nikola Jokić 2021, 2022, 2024
- Shai Gilgeous-Alexander 2025

## Vincitori del Sixth Man Of The Year
Il primo straniero a ottenere questo riconoscimento fu Detlef Schrempf, che è lo straniero ad averlo vinto più volte in assoluto (2):
- Detlef Schrempf 1991, 1992;
- Toni Kukoč 1996;
- Ben Gordon 2005;
- Leandro Barbosa 2007;
- Emanuel Ginóbili 2008;
- Jordan Clarkson 2021

Schrempf è anche il primo europeo ad aver vinto tale premio. Ben Gordon invece è il primo rookie che vinse il titolo di sesto uomo dell'anno, mentre Leandro Barbosa fu il primo americano, (non statunitense). Oltre a Schrempf e Gordon, anche Toni Kukoč figura tra gli europei ad aver ottenuto questo riconoscimento, mentre per quanto riguarda il continente americano, anche Emanuel Ginóbili ha vinto il sesto uomo dell'anno. Jordan Clarkson invece è stato il primo asiatico a vincere questo premio.

## Vincitori del Most Improved Player
- Boris Diaw 2006;
- Hidayet Türkoğlu 2008;
- Goran Dragić 2015;
- Giannīs Antetokounmpo 2017;
- Pascal Siakam 2019;
- Lauri Markkanen 2023
- Dyson Daniels 2025[188]

## Vincitori del Defensive Player Of The Year
- Dikembe Mutombo 1995, 1997, 1998, 2001;
- Marc Gasol 2013;
- Joakim Noah 2014;
- Rudy Gobert 2018, 2019, 2021, 2024;
- Giannīs Antetokounmpo 2020

L'Hall Of Famer Dikembe Mutombo ha vinto 4 volte questo premio, ed è (insieme a Ben Wallace) il giocatore ad averlo vinto per più volte in assoluto nella storia insieme a Rudy Gobert. Marc Gasol invece fu il primo europeo a vincere il DPOY.

## Vincitori del Rookie of The Year
- Pau Gasol 2002;
- Andrew Wiggins 2015;
- Karl-Anthony Towns 2016;
- Ben Simmons 2018;
- Luka Dončić 2019;
- Victor Wembanyama 2024[193]

## La Gran Bretagna
Per quanto riguarda la Gran Bretagna, 11 giocatori provenienti dai suoi stati (Inghilterra, Scozia, Irlanda del Nord e Galles) hanno militato in NBA, 10 sono inglesi (questo sì se si contano anche Luol Deng, nato in Sudan del Sud a Wau ma cresciuto in Inghilterra e BJ Mullens nato negli USA da madre britannica e naturalizzato inglese) e 1 scozzese. A oggi l'unico giocatore di basket proveniente dalla Scozia ad aver militato in NBA è Robert Archibald. A livello di Nazionale non ci sono le Nazioni divise come nel calcio per esempio, ma la Gran Bretagna in cui giocano le 4 Nazioni già citate in precedenza unite in una squadra sola.